# Ligue Europa Conférence 2022-2023
Navigation
Édition 2021-2022 Édition 2023-2024
La Ligue Europa Conférence 2022-2023 est la 2e édition de la troisième coupe européenne des clubs de football. Organisée par l'UEFA, la compétition est ouverte aux clubs de football des associations membres de l'UEFA, qualifiés en fonction de leurs bons résultats en championnat ou coupe nationale.
Le vainqueur de la Ligue Europa Conférence se qualifiera pour la phase de groupes de la Ligue Europa 2023-2024.

## Désignation de la ville organisatrice de la finale
Une procédure de candidature est mise en place par l'UEFA pour l'organisation des finales 2022 et 2023 de la Ligue Europa Conférence.
Quatre pays déclarent leur intérêt avant la date limite du 20 février 2020, :
| Association       | Stade                   | Ville         | Capacité |
| ----------------- | ----------------------- | ------------- | -------- |
| Albanie           | Air Albania Stadium     | Tirana        | 22 500   |
| France            | Stade Geoffroy-Guichard | Saint-Étienne | 41 965   |
| Grèce             | Stade Pankritio         | Héraklion     | 26 240   |
| Macédoine du Nord | Toše Proeski Arena      | Skopje        | 33 460   |

Le 16 mai 2022, l'UEFA a annoncé que l'Eden Aréna, qui accueille l'équipe du Slavia Prague ainsi que l'équipe de Tchéquie de football, a finalement été retenu et accueillera la finale de la deuxième édition le 7 juin 2023.

## Format
Le format de cette compétition est le suivant : 
- Une phase de qualification composée de quatre tours de qualification, dont le dernier est dit de barrage. Les clubs sont séparés en deux séries de qualifications, l'une pour les champions nationaux (dite Voie des champions) et l'autre pour les non-champions (dite Voie principale). À partir du deuxième tour de qualification, des équipes éliminées de la Ligue des champions (uniquement les équipes éliminées au tour préliminaire et 1er tour de qualification) et la Ligue Europa participent à chaque tour de cette phase.
- Une phase de groupes, qui consiste en huit mini-championnats de quatre équipes par groupe. Les deux premiers de chaque groupe poursuivent la compétition. En cas d'égalité de points entre deux ou plusieurs équipes, le classement est déterminé d'abord par la différence de points particulière entre les équipes à égalité puis la différence de buts particulière.
- Une phase finale composée de :
  - Un barrage additionnel, en aller-retour, constitué des équipes classées deuxièmes de groupe et les équipes classées troisièmes de leur groupe en Ligue Europa.
  - Un tournoi à élimination directe, constituée des 8 premiers de la phase de groupes et des 8 vainqueurs du barrage d'après poules et décomposée en huitièmes de finale, quarts de finale, et demi-finales en aller-retour et d'une finale sur terrain neutre.

## Participants
184 équipes provenant des associations membres de l'UEFA participeront à la Ligue Europa Conférence 2022‑2023.
La liste d'accès est ratifiée dans le cadre de l'évolution des compétitions interclubs de l’UEFA pour le cycle 2021-2024.
La répartition pour la saison 2022-2023 est la suivante :
- Les associations aux places 1 à 5 du classement UEFA 2021 ont 1 club qualifié
- Les associations aux places 6 à 15 et 51 à 55 ont 2 clubs qualifiés
- Les associations aux places 16 à 50 ont 3 clubs qualifiés – à l'exception de celle du Liechtenstein (classé 33e) avec un seul club qualifié
- 20 équipes éliminées de la Ligue des champions 2022-2023 sont repêchées dans cette compétition. Les équipes championnes de leur pays se rencontrent exclusivement entre elles lors de la phase de qualifications.
- 18 équipes éliminées de la Ligue Europa 2022-2023 sont repêchées dans cette compétition. Les équipes championnes de leur pays se rencontrent exclusivement entre elles lors de la phase de qualifications.

Les places attribuées par association nationale vont par ordre de priorité :
- à l'équipe vainqueur de la coupe nationale s'il n'est pas qualifié pour la Ligue des champions ou la Ligue Europa ;
- aux équipes les mieux classées dans les championnats nationaux et non qualifiées en Ligue des champions et en Ligue Europa.

Le 2 mai 2022, l'UEFA annonce que les clubs russes sont exclus de ses compétitions interclubs en raison de l'invasion de l'Ukraine par la Russie, entraînant un rééquilibrage de la liste d'accès,.

### Clubs participants
| Barrages de la phase à élimination directe | Barrages de la phase à élimination directe | Barrages de la phase à élimination directe | Barrages de la phase à élimination directe | Barrages de la phase à élimination directe | Barrages de la phase à élimination directe | Barrages de la phase à élimination directe | Barrages de la phase à élimination directe | Barrages de la phase à élimination directe | Barrages de la phase à élimination directe | Barrages de la phase à élimination directe | Barrages de la phase à élimination directe | Barrages de la phase à élimination directe | Barrages de la phase à élimination directe | Barrages de la phase à élimination directe | Barrages de la phase à élimination directe |
| --- | --- | --- | --- | --- | --- | --- | --- | --- | --- | --- | --- | --- | --- | --- | --- |
| - 8 « troisièmes » repêchés de la phase de groupes de la Ligue Europa : - SS Lazio (53.000) - SC Braga (46.000) - Qarabağ FK (25.000) - Ludogorets Razgrad (23.000) - Sheriff Tiraspol (22.500) - FK Bodø/Glimt (17.000) - AEK Larnaca (7.500) - Trabzonspor (5.500) | | | | | | | | | | | | | | | |
| Phase de groupes | | | | | | | | | | | | | | | |
| - 10 repêchés des barrages de la Ligue Europa : - KAA La Gantoise (27.500) - Apollon Limassol (14.000) - Žalgiris Vilnius (8.000) - Austria Vienne (7.770) - Heart of Midlothian (7.380) - Shamrock Rovers (7.000) - Sivasspor (6.500) - SK Dnipro-1 (6.360) - Silkeborg IF (5.435) - FC Pyunik (4.250) | | | | | | | | | | | | | | | |
| Barrages | | | | | | | | | | | | | | | |
| Voie des champions - 5 champions repêchés du troisième tour de qualification de la Ligue Europa : - NK Maribor (14.000) - Slovan Bratislava (13.000) - F91 Dudelange (8.500) - Linfield FC (7.000) - KF Shkupi (4.500) | Voie des champions - 5 champions repêchés du troisième tour de qualification de la Ligue Europa : - NK Maribor (14.000) - Slovan Bratislava (13.000) - F91 Dudelange (8.500) - Linfield FC (7.000) - KF Shkupi (4.500) | Voie des champions - 5 champions repêchés du troisième tour de qualification de la Ligue Europa : - NK Maribor (14.000) - Slovan Bratislava (13.000) - F91 Dudelange (8.500) - Linfield FC (7.000) - KF Shkupi (4.500) | Voie des champions - 5 champions repêchés du troisième tour de qualification de la Ligue Europa : - NK Maribor (14.000) - Slovan Bratislava (13.000) - F91 Dudelange (8.500) - Linfield FC (7.000) - KF Shkupi (4.500) | Voie des champions - 5 champions repêchés du troisième tour de qualification de la Ligue Europa : - NK Maribor (14.000) - Slovan Bratislava (13.000) - F91 Dudelange (8.500) - Linfield FC (7.000) - KF Shkupi (4.500) | Voie des champions - 5 champions repêchés du troisième tour de qualification de la Ligue Europa : - NK Maribor (14.000) - Slovan Bratislava (13.000) - F91 Dudelange (8.500) - Linfield FC (7.000) - KF Shkupi (4.500) | Voie des champions - 5 champions repêchés du troisième tour de qualification de la Ligue Europa : - NK Maribor (14.000) - Slovan Bratislava (13.000) - F91 Dudelange (8.500) - Linfield FC (7.000) - KF Shkupi (4.500) | Voie des champions - 5 champions repêchés du troisième tour de qualification de la Ligue Europa : - NK Maribor (14.000) - Slovan Bratislava (13.000) - F91 Dudelange (8.500) - Linfield FC (7.000) - KF Shkupi (4.500) | Voie principale - 2 non-champions repêchés du troisième tour de qualification de la Ligue Europa : - Partizan Belgrade (24.500) - FC Slovácko (5.560) - West Ham United (21.328) 7e d'Angleterre en 2021-2022 - Villarreal CF (78.000) 7e d'Espagne en 2021-2022 - ACF Fiorentina (15.380) 7e d'Italie en 2021-2022 - FC Cologne (15.042) 7e d'Allemagne en 2021-2022 - OGC Nice (12.016) 5e de France en 2021-2022 | Voie principale - 2 non-champions repêchés du troisième tour de qualification de la Ligue Europa : - Partizan Belgrade (24.500) - FC Slovácko (5.560) - West Ham United (21.328) 7e d'Angleterre en 2021-2022 - Villarreal CF (78.000) 7e d'Espagne en 2021-2022 - ACF Fiorentina (15.380) 7e d'Italie en 2021-2022 - FC Cologne (15.042) 7e d'Allemagne en 2021-2022 - OGC Nice (12.016) 5e de France en 2021-2022 | Voie principale - 2 non-champions repêchés du troisième tour de qualification de la Ligue Europa : - Partizan Belgrade (24.500) - FC Slovácko (5.560) - West Ham United (21.328) 7e d'Angleterre en 2021-2022 - Villarreal CF (78.000) 7e d'Espagne en 2021-2022 - ACF Fiorentina (15.380) 7e d'Italie en 2021-2022 - FC Cologne (15.042) 7e d'Allemagne en 2021-2022 - OGC Nice (12.016) 5e de France en 2021-2022 | Voie principale - 2 non-champions repêchés du troisième tour de qualification de la Ligue Europa : - Partizan Belgrade (24.500) - FC Slovácko (5.560) - West Ham United (21.328) 7e d'Angleterre en 2021-2022 - Villarreal CF (78.000) 7e d'Espagne en 2021-2022 - ACF Fiorentina (15.380) 7e d'Italie en 2021-2022 - FC Cologne (15.042) 7e d'Allemagne en 2021-2022 - OGC Nice (12.016) 5e de France en 2021-2022 | Voie principale - 2 non-champions repêchés du troisième tour de qualification de la Ligue Europa : - Partizan Belgrade (24.500) - FC Slovácko (5.560) - West Ham United (21.328) 7e d'Angleterre en 2021-2022 - Villarreal CF (78.000) 7e d'Espagne en 2021-2022 - ACF Fiorentina (15.380) 7e d'Italie en 2021-2022 - FC Cologne (15.042) 7e d'Allemagne en 2021-2022 - OGC Nice (12.016) 5e de France en 2021-2022 | Voie principale - 2 non-champions repêchés du troisième tour de qualification de la Ligue Europa : - Partizan Belgrade (24.500) - FC Slovácko (5.560) - West Ham United (21.328) 7e d'Angleterre en 2021-2022 - Villarreal CF (78.000) 7e d'Espagne en 2021-2022 - ACF Fiorentina (15.380) 7e d'Italie en 2021-2022 - FC Cologne (15.042) 7e d'Allemagne en 2021-2022 - OGC Nice (12.016) 5e de France en 2021-2022 | Voie principale - 2 non-champions repêchés du troisième tour de qualification de la Ligue Europa : - Partizan Belgrade (24.500) - FC Slovácko (5.560) - West Ham United (21.328) 7e d'Angleterre en 2021-2022 - Villarreal CF (78.000) 7e d'Espagne en 2021-2022 - ACF Fiorentina (15.380) 7e d'Italie en 2021-2022 - FC Cologne (15.042) 7e d'Allemagne en 2021-2022 - OGC Nice (12.016) 5e de France en 2021-2022 | Voie principale - 2 non-champions repêchés du troisième tour de qualification de la Ligue Europa : - Partizan Belgrade (24.500) - FC Slovácko (5.560) - West Ham United (21.328) 7e d'Angleterre en 2021-2022 - Villarreal CF (78.000) 7e d'Espagne en 2021-2022 - ACF Fiorentina (15.380) 7e d'Italie en 2021-2022 - FC Cologne (15.042) 7e d'Allemagne en 2021-2022 - OGC Nice (12.016) 5e de France en 2021-2022 |
| Troisième tour de qualification | | | | | | | | | | | | | | | |
| Voie des champions - 2 champions repêchés du 1er tour de qualification de la Ligue des champions (par tirage au sort) : - Chakhtior Salihorsk (6.250) - FK RFS (4.000) | Voie des champions - 2 champions repêchés du 1er tour de qualification de la Ligue des champions (par tirage au sort) : - Chakhtior Salihorsk (6.250) - FK RFS (4.000) | Voie des champions - 2 champions repêchés du 1er tour de qualification de la Ligue des champions (par tirage au sort) : - Chakhtior Salihorsk (6.250) - FK RFS (4.000) | Voie des champions - 2 champions repêchés du 1er tour de qualification de la Ligue des champions (par tirage au sort) : - Chakhtior Salihorsk (6.250) - FK RFS (4.000) | Voie des champions - 2 champions repêchés du 1er tour de qualification de la Ligue des champions (par tirage au sort) : - Chakhtior Salihorsk (6.250) - FK RFS (4.000) | Voie des champions - 2 champions repêchés du 1er tour de qualification de la Ligue des champions (par tirage au sort) : - Chakhtior Salihorsk (6.250) - FK RFS (4.000) | Voie des champions - 2 champions repêchés du 1er tour de qualification de la Ligue des champions (par tirage au sort) : - Chakhtior Salihorsk (6.250) - FK RFS (4.000) | Voie des champions - 2 champions repêchés du 1er tour de qualification de la Ligue des champions (par tirage au sort) : - Chakhtior Salihorsk (6.250) - FK RFS (4.000) | Voie principale - Gil Vicente (10.676) 5e du Portugal en 2021-2022 - FC Twente (9.860) 4e des Pays-Bas en 2021-2022 - RSC Anderlecht (11.500) 3e de Belgique en 2021-2022 - Wolfsberger AC (11.000) 4e d'Autriche en 2021-2022 - Dundee United (7.380) 4e d'Écosse en 2021-2022 - Zorya Louhansk (18.000) 4e d'Ukraine en 2021-2022 - HNK Hajduk Split (8.000) Vainqueur de la Coupe de Croatie 2021-2022 - FC Lugano (9.000) Vainqueur de la Coupe de Suisse 2021-2022 - Panathinaïkós (5.640) Vainqueur de la Coupe de Grèce 2021-2022 | Voie principale - Gil Vicente (10.676) 5e du Portugal en 2021-2022 - FC Twente (9.860) 4e des Pays-Bas en 2021-2022 - RSC Anderlecht (11.500) 3e de Belgique en 2021-2022 - Wolfsberger AC (11.000) 4e d'Autriche en 2021-2022 - Dundee United (7.380) 4e d'Écosse en 2021-2022 - Zorya Louhansk (18.000) 4e d'Ukraine en 2021-2022 - HNK Hajduk Split (8.000) Vainqueur de la Coupe de Croatie 2021-2022 - FC Lugano (9.000) Vainqueur de la Coupe de Suisse 2021-2022 - Panathinaïkós (5.640) Vainqueur de la Coupe de Grèce 2021-2022 | Voie principale - Gil Vicente (10.676) 5e du Portugal en 2021-2022 - FC Twente (9.860) 4e des Pays-Bas en 2021-2022 - RSC Anderlecht (11.500) 3e de Belgique en 2021-2022 - Wolfsberger AC (11.000) 4e d'Autriche en 2021-2022 - Dundee United (7.380) 4e d'Écosse en 2021-2022 - Zorya Louhansk (18.000) 4e d'Ukraine en 2021-2022 - HNK Hajduk Split (8.000) Vainqueur de la Coupe de Croatie 2021-2022 - FC Lugano (9.000) Vainqueur de la Coupe de Suisse 2021-2022 - Panathinaïkós (5.640) Vainqueur de la Coupe de Grèce 2021-2022 | Voie principale - Gil Vicente (10.676) 5e du Portugal en 2021-2022 - FC Twente (9.860) 4e des Pays-Bas en 2021-2022 - RSC Anderlecht (11.500) 3e de Belgique en 2021-2022 - Wolfsberger AC (11.000) 4e d'Autriche en 2021-2022 - Dundee United (7.380) 4e d'Écosse en 2021-2022 - Zorya Louhansk (18.000) 4e d'Ukraine en 2021-2022 - HNK Hajduk Split (8.000) Vainqueur de la Coupe de Croatie 2021-2022 - FC Lugano (9.000) Vainqueur de la Coupe de Suisse 2021-2022 - Panathinaïkós (5.640) Vainqueur de la Coupe de Grèce 2021-2022 | Voie principale - Gil Vicente (10.676) 5e du Portugal en 2021-2022 - FC Twente (9.860) 4e des Pays-Bas en 2021-2022 - RSC Anderlecht (11.500) 3e de Belgique en 2021-2022 - Wolfsberger AC (11.000) 4e d'Autriche en 2021-2022 - Dundee United (7.380) 4e d'Écosse en 2021-2022 - Zorya Louhansk (18.000) 4e d'Ukraine en 2021-2022 - HNK Hajduk Split (8.000) Vainqueur de la Coupe de Croatie 2021-2022 - FC Lugano (9.000) Vainqueur de la Coupe de Suisse 2021-2022 - Panathinaïkós (5.640) Vainqueur de la Coupe de Grèce 2021-2022 | Voie principale - Gil Vicente (10.676) 5e du Portugal en 2021-2022 - FC Twente (9.860) 4e des Pays-Bas en 2021-2022 - RSC Anderlecht (11.500) 3e de Belgique en 2021-2022 - Wolfsberger AC (11.000) 4e d'Autriche en 2021-2022 - Dundee United (7.380) 4e d'Écosse en 2021-2022 - Zorya Louhansk (18.000) 4e d'Ukraine en 2021-2022 - HNK Hajduk Split (8.000) Vainqueur de la Coupe de Croatie 2021-2022 - FC Lugano (9.000) Vainqueur de la Coupe de Suisse 2021-2022 - Panathinaïkós (5.640) Vainqueur de la Coupe de Grèce 2021-2022 | Voie principale - Gil Vicente (10.676) 5e du Portugal en 2021-2022 - FC Twente (9.860) 4e des Pays-Bas en 2021-2022 - RSC Anderlecht (11.500) 3e de Belgique en 2021-2022 - Wolfsberger AC (11.000) 4e d'Autriche en 2021-2022 - Dundee United (7.380) 4e d'Écosse en 2021-2022 - Zorya Louhansk (18.000) 4e d'Ukraine en 2021-2022 - HNK Hajduk Split (8.000) Vainqueur de la Coupe de Croatie 2021-2022 - FC Lugano (9.000) Vainqueur de la Coupe de Suisse 2021-2022 - Panathinaïkós (5.640) Vainqueur de la Coupe de Grèce 2021-2022 | Voie principale - Gil Vicente (10.676) 5e du Portugal en 2021-2022 - FC Twente (9.860) 4e des Pays-Bas en 2021-2022 - RSC Anderlecht (11.500) 3e de Belgique en 2021-2022 - Wolfsberger AC (11.000) 4e d'Autriche en 2021-2022 - Dundee United (7.380) 4e d'Écosse en 2021-2022 - Zorya Louhansk (18.000) 4e d'Ukraine en 2021-2022 - HNK Hajduk Split (8.000) Vainqueur de la Coupe de Croatie 2021-2022 - FC Lugano (9.000) Vainqueur de la Coupe de Suisse 2021-2022 - Panathinaïkós (5.640) Vainqueur de la Coupe de Grèce 2021-2022 |
| Deuxième tour de qualification | | | | | | | | | | | | | | | |
| Voie des champions - 13 champions repêchés du 1er tour de qualification de la Ligue des champions : - CFR Cluj (19.500) - The New Saints (8.500) - Lincoln Red Imps (7.250) - HŠK Zrinjski Mostar (7.000) - Sutjeska Nikšić (6.250) - KÍ Klaksvík (6.250) - Lech Poznań (6.000) - Hibernians FC (5.500) - Tobol Kostanaï (4.500) - Dinamo Batoumi (3.250) - KF Tirana (2.750) - KF Ballkani (1.633) - Víkingur Reykjavik (1.075) - 1 champion repêché de la finale du tour préliminaire de la Ligue des champions : - Inter Club d'Escaldes (3.000) - 2 champions repêchés des demi-finales du tour préliminaire de la Ligue des champions : - SP La Fiorita (4.000) - FCI Levadia Tallinn (4.750) | Voie des champions - 13 champions repêchés du 1er tour de qualification de la Ligue des champions : - CFR Cluj (19.500) - The New Saints (8.500) - Lincoln Red Imps (7.250) - HŠK Zrinjski Mostar (7.000) - Sutjeska Nikšić (6.250) - KÍ Klaksvík (6.250) - Lech Poznań (6.000) - Hibernians FC (5.500) - Tobol Kostanaï (4.500) - Dinamo Batoumi (3.250) - KF Tirana (2.750) - KF Ballkani (1.633) - Víkingur Reykjavik (1.075) - 1 champion repêché de la finale du tour préliminaire de la Ligue des champions : - Inter Club d'Escaldes (3.000) - 2 champions repêchés des demi-finales du tour préliminaire de la Ligue des champions : - SP La Fiorita (4.000) - FCI Levadia Tallinn (4.750) | Voie des champions - 13 champions repêchés du 1er tour de qualification de la Ligue des champions : - CFR Cluj (19.500) - The New Saints (8.500) - Lincoln Red Imps (7.250) - HŠK Zrinjski Mostar (7.000) - Sutjeska Nikšić (6.250) - KÍ Klaksvík (6.250) - Lech Poznań (6.000) - Hibernians FC (5.500) - Tobol Kostanaï (4.500) - Dinamo Batoumi (3.250) - KF Tirana (2.750) - KF Ballkani (1.633) - Víkingur Reykjavik (1.075) - 1 champion repêché de la finale du tour préliminaire de la Ligue des champions : - Inter Club d'Escaldes (3.000) - 2 champions repêchés des demi-finales du tour préliminaire de la Ligue des champions : - SP La Fiorita (4.000) - FCI Levadia Tallinn (4.750) | Voie des champions - 13 champions repêchés du 1er tour de qualification de la Ligue des champions : - CFR Cluj (19.500) - The New Saints (8.500) - Lincoln Red Imps (7.250) - HŠK Zrinjski Mostar (7.000) - Sutjeska Nikšić (6.250) - KÍ Klaksvík (6.250) - Lech Poznań (6.000) - Hibernians FC (5.500) - Tobol Kostanaï (4.500) - Dinamo Batoumi (3.250) - KF Tirana (2.750) - KF Ballkani (1.633) - Víkingur Reykjavik (1.075) - 1 champion repêché de la finale du tour préliminaire de la Ligue des champions : - Inter Club d'Escaldes (3.000) - 2 champions repêchés des demi-finales du tour préliminaire de la Ligue des champions : - SP La Fiorita (4.000) - FCI Levadia Tallinn (4.750) | Voie des champions - 13 champions repêchés du 1er tour de qualification de la Ligue des champions : - CFR Cluj (19.500) - The New Saints (8.500) - Lincoln Red Imps (7.250) - HŠK Zrinjski Mostar (7.000) - Sutjeska Nikšić (6.250) - KÍ Klaksvík (6.250) - Lech Poznań (6.000) - Hibernians FC (5.500) - Tobol Kostanaï (4.500) - Dinamo Batoumi (3.250) - KF Tirana (2.750) - KF Ballkani (1.633) - Víkingur Reykjavik (1.075) - 1 champion repêché de la finale du tour préliminaire de la Ligue des champions : - Inter Club d'Escaldes (3.000) - 2 champions repêchés des demi-finales du tour préliminaire de la Ligue des champions : - SP La Fiorita (4.000) - FCI Levadia Tallinn (4.750) | Voie des champions - 13 champions repêchés du 1er tour de qualification de la Ligue des champions : - CFR Cluj (19.500) - The New Saints (8.500) - Lincoln Red Imps (7.250) - HŠK Zrinjski Mostar (7.000) - Sutjeska Nikšić (6.250) - KÍ Klaksvík (6.250) - Lech Poznań (6.000) - Hibernians FC (5.500) - Tobol Kostanaï (4.500) - Dinamo Batoumi (3.250) - KF Tirana (2.750) - KF Ballkani (1.633) - Víkingur Reykjavik (1.075) - 1 champion repêché de la finale du tour préliminaire de la Ligue des champions : - Inter Club d'Escaldes (3.000) - 2 champions repêchés des demi-finales du tour préliminaire de la Ligue des champions : - SP La Fiorita (4.000) - FCI Levadia Tallinn (4.750) | Voie des champions - 13 champions repêchés du 1er tour de qualification de la Ligue des champions : - CFR Cluj (19.500) - The New Saints (8.500) - Lincoln Red Imps (7.250) - HŠK Zrinjski Mostar (7.000) - Sutjeska Nikšić (6.250) - KÍ Klaksvík (6.250) - Lech Poznań (6.000) - Hibernians FC (5.500) - Tobol Kostanaï (4.500) - Dinamo Batoumi (3.250) - KF Tirana (2.750) - KF Ballkani (1.633) - Víkingur Reykjavik (1.075) - 1 champion repêché de la finale du tour préliminaire de la Ligue des champions : - Inter Club d'Escaldes (3.000) - 2 champions repêchés des demi-finales du tour préliminaire de la Ligue des champions : - SP La Fiorita (4.000) - FCI Levadia Tallinn (4.750) | Voie des champions - 13 champions repêchés du 1er tour de qualification de la Ligue des champions : - CFR Cluj (19.500) - The New Saints (8.500) - Lincoln Red Imps (7.250) - HŠK Zrinjski Mostar (7.000) - Sutjeska Nikšić (6.250) - KÍ Klaksvík (6.250) - Lech Poznań (6.000) - Hibernians FC (5.500) - Tobol Kostanaï (4.500) - Dinamo Batoumi (3.250) - KF Tirana (2.750) - KF Ballkani (1.633) - Víkingur Reykjavik (1.075) - 1 champion repêché de la finale du tour préliminaire de la Ligue des champions : - Inter Club d'Escaldes (3.000) - 2 champions repêchés des demi-finales du tour préliminaire de la Ligue des champions : - SP La Fiorita (4.000) - FCI Levadia Tallinn (4.750) | Voie principale - Vitória Guimarães (10.676) 6e du Portugal en 2021-2022 - AZ Alkmaar (28.500) Vainqueur des barrages des Pays-Bas en 2021-2022 - Royal Antwerp (14.500) 4e de Belgique en 2021-2022 - Rapid Vienne (16.000) Vainqueur des barrages d'Autriche en 2021-2022 - Motherwell FC (7.380) 5e d'Écosse en 2021-2022 - Vorskla Poltava (6.360) 5e d'Ukraine en 2021-2022 - Konyaspor (5.420) 3e de Turquie en 2021-2022 - İstanbul Başakşehir FK (25.000) 4e de Turquie en 2021-2022 - Brøndby IF (8.500) 4e du Danemark en 2021-2022 - Viborg FF (5.435) Vainqueur des barrages du Danemark en 2021-2022 - APOEL Nicosie (18.000) 3e de Chypre en 2021-2022 - Aris Limassol (5.275) 4e de Chypre en 2021-2022 - FK Čukarički (6.675) 3e de Serbie en 2021-2022 - FK Radnički Niš (6.675) 4e de Serbie en 2021-2022 - Slavia Prague (52.000) 2e de Tchéquie en 2021-2022 - Sparta Prague (13.500) 3e de Tchéquie en 2021-2022 - NK Osijek (8.000) 3e de Croatie en 2021-2022 - HNK Rijeka (15.000) 4e de Croatie en 2021-2022 - FC Bâle (55.000) 2e de Suisse en 2021-2022 - BSC Young Boys (37.000) 3e de Suisse en 2021-2022 - PAOK Salonique (25.000) 2e de Grèce en 2021-2022 - Aris Salonique (5.640) 3e de Grèce en 2021-2022 - Hapoël Beer-Sheva (14.000) Vainqueur de la Coupe d'Israël 2021-2022 - Maccabi Tel-Aviv (24.500) 3e d'Israël en 2021-2022 - Maccabi Netanya (4.875) 4e d'Israël en 2021-2022 - Molde FK (19.000) Vainqueur de la Coupe de Norvège 2021-2022 - Viking FK (5.450) 3e de Norvège en 2021 - Lillestrøm SK (5.450) 4e de Norvège en 2021 - AIK Solna (5.000) 2e de Suède en 2021 - Djurgårdens IF (4.575) 3e de Suède en 2021 - IF Elfsborg (4.575) 4e de Suède en 2021 - Levski Sofia (3.900) Vainqueur de la Coupe de Bulgarie 2021-2022 - CSKA Sofia (10.500) 2e de Bulgarie en 2021-2022 - Botev Plovdiv (3.900) Vainqueur des barrages de Bulgarie en 2021-2022 - Sepsi Sfântu Gheorghe (3.430) Vainqueur de la Coupe de Roumanie 2021-2022 - FCSB (17.500) 2e de Roumanie en 2021-2022 - Universitatea Craiova (7.500) Vainqueur des barrages de Roumanie en 2021-2022 - Neftchi Bakou (7.000) 2e d'Azerbaïdjan en 2021-2022 - Zira FK (3.400) 3e d'Azerbaïdjan en 2021-2022 - FK Qabala (3.500) 4e d'Azerbaïdjan en 2021-2022 - Kaïrat Almaty (8.000) Vainqueur de la Coupe du Kazakhstan 2021 - FK Astana (20.500) 2e du Kazakhstan en 2021 - Kyzyljar Petropavl (3.150) 4e du Kazakhstan en 2021 - Kisvárda FC (3.275) 2e de Hongrie en 2021-2022 - Puskás Akadémia FC (3.275) 3e de Hongrie en 2021-2022 - MOL Fehérvár FC (11.500) 4e de Hongrie en 2021-2022 - FK Homiel (2.500) Vainqueur de la Coupe de Biélorussie 2021-2022 - BATE Borisov (17.500) 2e de Biélorussie en 2021 - Raków Częstochowa (3.175) Vainqueur de la Coupe de Pologne 2021-2022 - FC Koper (3.000) Vainqueur de la Coupe de Slovénie 2021-2022 - Spartak Trnava (8.500) Vainqueur de la Coupe de Slovaquie 2021-2022 - FC Vaduz (6.500) Vainqueur de la Coupe du Liechtenstein 2021-2022 - Sūduva Marijampolė (10.000) 2e de Lituanie en 2021 - Racing Luxembourg (2.000) Vainqueur de la Coupe du Luxembourg 2021-2022 - FK Velež Mostar (2.000) Vainqueur de la Coupe de Bosnie-Herzégovine 2021-2022 - St. Patrick's Athletic FC (1.625) Vainqueur de la Coupe d'Irlande 2021 - FK Makedonija GP Skopje (1.400) Vainqueur de la Coupe de Macédoine du Nord 2021-2022 - FC Ararat-Armenia (5.000) 2e d'Arménie en 2021-2022 , - Valmiera FC (2.000) 2e de Lettonie en 2021 - KF Vllaznia Shkodër (1.600) Vainqueur de la Coupe d'Albanie 2021-2022 | Voie principale - Vitória Guimarães (10.676) 6e du Portugal en 2021-2022 - AZ Alkmaar (28.500) Vainqueur des barrages des Pays-Bas en 2021-2022 - Royal Antwerp (14.500) 4e de Belgique en 2021-2022 - Rapid Vienne (16.000) Vainqueur des barrages d'Autriche en 2021-2022 - Motherwell FC (7.380) 5e d'Écosse en 2021-2022 - Vorskla Poltava (6.360) 5e d'Ukraine en 2021-2022 - Konyaspor (5.420) 3e de Turquie en 2021-2022 - İstanbul Başakşehir FK (25.000) 4e de Turquie en 2021-2022 - Brøndby IF (8.500) 4e du Danemark en 2021-2022 - Viborg FF (5.435) Vainqueur des barrages du Danemark en 2021-2022 - APOEL Nicosie (18.000) 3e de Chypre en 2021-2022 - Aris Limassol (5.275) 4e de Chypre en 2021-2022 - FK Čukarički (6.675) 3e de Serbie en 2021-2022 - FK Radnički Niš (6.675) 4e de Serbie en 2021-2022 - Slavia Prague (52.000) 2e de Tchéquie en 2021-2022 - Sparta Prague (13.500) 3e de Tchéquie en 2021-2022 - NK Osijek (8.000) 3e de Croatie en 2021-2022 - HNK Rijeka (15.000) 4e de Croatie en 2021-2022 - FC Bâle (55.000) 2e de Suisse en 2021-2022 - BSC Young Boys (37.000) 3e de Suisse en 2021-2022 - PAOK Salonique (25.000) 2e de Grèce en 2021-2022 - Aris Salonique (5.640) 3e de Grèce en 2021-2022 - Hapoël Beer-Sheva (14.000) Vainqueur de la Coupe d'Israël 2021-2022 - Maccabi Tel-Aviv (24.500) 3e d'Israël en 2021-2022 - Maccabi Netanya (4.875) 4e d'Israël en 2021-2022 - Molde FK (19.000) Vainqueur de la Coupe de Norvège 2021-2022 - Viking FK (5.450) 3e de Norvège en 2021 - Lillestrøm SK (5.450) 4e de Norvège en 2021 - AIK Solna (5.000) 2e de Suède en 2021 - Djurgårdens IF (4.575) 3e de Suède en 2021 - IF Elfsborg (4.575) 4e de Suède en 2021 - Levski Sofia (3.900) Vainqueur de la Coupe de Bulgarie 2021-2022 - CSKA Sofia (10.500) 2e de Bulgarie en 2021-2022 - Botev Plovdiv (3.900) Vainqueur des barrages de Bulgarie en 2021-2022 - Sepsi Sfântu Gheorghe (3.430) Vainqueur de la Coupe de Roumanie 2021-2022 - FCSB (17.500) 2e de Roumanie en 2021-2022 - Universitatea Craiova (7.500) Vainqueur des barrages de Roumanie en 2021-2022 - Neftchi Bakou (7.000) 2e d'Azerbaïdjan en 2021-2022 - Zira FK (3.400) 3e d'Azerbaïdjan en 2021-2022 - FK Qabala (3.500) 4e d'Azerbaïdjan en 2021-2022 - Kaïrat Almaty (8.000) Vainqueur de la Coupe du Kazakhstan 2021 - FK Astana (20.500) 2e du Kazakhstan en 2021 - Kyzyljar Petropavl (3.150) 4e du Kazakhstan en 2021 - Kisvárda FC (3.275) 2e de Hongrie en 2021-2022 - Puskás Akadémia FC (3.275) 3e de Hongrie en 2021-2022 - MOL Fehérvár FC (11.500) 4e de Hongrie en 2021-2022 - FK Homiel (2.500) Vainqueur de la Coupe de Biélorussie 2021-2022 - BATE Borisov (17.500) 2e de Biélorussie en 2021 - Raków Częstochowa (3.175) Vainqueur de la Coupe de Pologne 2021-2022 - FC Koper (3.000) Vainqueur de la Coupe de Slovénie 2021-2022 - Spartak Trnava (8.500) Vainqueur de la Coupe de Slovaquie 2021-2022 - FC Vaduz (6.500) Vainqueur de la Coupe du Liechtenstein 2021-2022 - Sūduva Marijampolė (10.000) 2e de Lituanie en 2021 - Racing Luxembourg (2.000) Vainqueur de la Coupe du Luxembourg 2021-2022 - FK Velež Mostar (2.000) Vainqueur de la Coupe de Bosnie-Herzégovine 2021-2022 - St. Patrick's Athletic FC (1.625) Vainqueur de la Coupe d'Irlande 2021 - FK Makedonija GP Skopje (1.400) Vainqueur de la Coupe de Macédoine du Nord 2021-2022 - FC Ararat-Armenia (5.000) 2e d'Arménie en 2021-2022 , - Valmiera FC (2.000) 2e de Lettonie en 2021 - KF Vllaznia Shkodër (1.600) Vainqueur de la Coupe d'Albanie 2021-2022 | Voie principale - Vitória Guimarães (10.676) 6e du Portugal en 2021-2022 - AZ Alkmaar (28.500) Vainqueur des barrages des Pays-Bas en 2021-2022 - Royal Antwerp (14.500) 4e de Belgique en 2021-2022 - Rapid Vienne (16.000) Vainqueur des barrages d'Autriche en 2021-2022 - Motherwell FC (7.380) 5e d'Écosse en 2021-2022 - Vorskla Poltava (6.360) 5e d'Ukraine en 2021-2022 - Konyaspor (5.420) 3e de Turquie en 2021-2022 - İstanbul Başakşehir FK (25.000) 4e de Turquie en 2021-2022 - Brøndby IF (8.500) 4e du Danemark en 2021-2022 - Viborg FF (5.435) Vainqueur des barrages du Danemark en 2021-2022 - APOEL Nicosie (18.000) 3e de Chypre en 2021-2022 - Aris Limassol (5.275) 4e de Chypre en 2021-2022 - FK Čukarički (6.675) 3e de Serbie en 2021-2022 - FK Radnički Niš (6.675) 4e de Serbie en 2021-2022 - Slavia Prague (52.000) 2e de Tchéquie en 2021-2022 - Sparta Prague (13.500) 3e de Tchéquie en 2021-2022 - NK Osijek (8.000) 3e de Croatie en 2021-2022 - HNK Rijeka (15.000) 4e de Croatie en 2021-2022 - FC Bâle (55.000) 2e de Suisse en 2021-2022 - BSC Young Boys (37.000) 3e de Suisse en 2021-2022 - PAOK Salonique (25.000) 2e de Grèce en 2021-2022 - Aris Salonique (5.640) 3e de Grèce en 2021-2022 - Hapoël Beer-Sheva (14.000) Vainqueur de la Coupe d'Israël 2021-2022 - Maccabi Tel-Aviv (24.500) 3e d'Israël en 2021-2022 - Maccabi Netanya (4.875) 4e d'Israël en 2021-2022 - Molde FK (19.000) Vainqueur de la Coupe de Norvège 2021-2022 - Viking FK (5.450) 3e de Norvège en 2021 - Lillestrøm SK (5.450) 4e de Norvège en 2021 - AIK Solna (5.000) 2e de Suède en 2021 - Djurgårdens IF (4.575) 3e de Suède en 2021 - IF Elfsborg (4.575) 4e de Suède en 2021 - Levski Sofia (3.900) Vainqueur de la Coupe de Bulgarie 2021-2022 - CSKA Sofia (10.500) 2e de Bulgarie en 2021-2022 - Botev Plovdiv (3.900) Vainqueur des barrages de Bulgarie en 2021-2022 - Sepsi Sfântu Gheorghe (3.430) Vainqueur de la Coupe de Roumanie 2021-2022 - FCSB (17.500) 2e de Roumanie en 2021-2022 - Universitatea Craiova (7.500) Vainqueur des barrages de Roumanie en 2021-2022 - Neftchi Bakou (7.000) 2e d'Azerbaïdjan en 2021-2022 - Zira FK (3.400) 3e d'Azerbaïdjan en 2021-2022 - FK Qabala (3.500) 4e d'Azerbaïdjan en 2021-2022 - Kaïrat Almaty (8.000) Vainqueur de la Coupe du Kazakhstan 2021 - FK Astana (20.500) 2e du Kazakhstan en 2021 - Kyzyljar Petropavl (3.150) 4e du Kazakhstan en 2021 - Kisvárda FC (3.275) 2e de Hongrie en 2021-2022 - Puskás Akadémia FC (3.275) 3e de Hongrie en 2021-2022 - MOL Fehérvár FC (11.500) 4e de Hongrie en 2021-2022 - FK Homiel (2.500) Vainqueur de la Coupe de Biélorussie 2021-2022 - BATE Borisov (17.500) 2e de Biélorussie en 2021 - Raków Częstochowa (3.175) Vainqueur de la Coupe de Pologne 2021-2022 - FC Koper (3.000) Vainqueur de la Coupe de Slovénie 2021-2022 - Spartak Trnava (8.500) Vainqueur de la Coupe de Slovaquie 2021-2022 - FC Vaduz (6.500) Vainqueur de la Coupe du Liechtenstein 2021-2022 - Sūduva Marijampolė (10.000) 2e de Lituanie en 2021 - Racing Luxembourg (2.000) Vainqueur de la Coupe du Luxembourg 2021-2022 - FK Velež Mostar (2.000) Vainqueur de la Coupe de Bosnie-Herzégovine 2021-2022 - St. Patrick's Athletic FC (1.625) Vainqueur de la Coupe d'Irlande 2021 - FK Makedonija GP Skopje (1.400) Vainqueur de la Coupe de Macédoine du Nord 2021-2022 - FC Ararat-Armenia (5.000) 2e d'Arménie en 2021-2022 , - Valmiera FC (2.000) 2e de Lettonie en 2021 - KF Vllaznia Shkodër (1.600) Vainqueur de la Coupe d'Albanie 2021-2022 | Voie principale - Vitória Guimarães (10.676) 6e du Portugal en 2021-2022 - AZ Alkmaar (28.500) Vainqueur des barrages des Pays-Bas en 2021-2022 - Royal Antwerp (14.500) 4e de Belgique en 2021-2022 - Rapid Vienne (16.000) Vainqueur des barrages d'Autriche en 2021-2022 - Motherwell FC (7.380) 5e d'Écosse en 2021-2022 - Vorskla Poltava (6.360) 5e d'Ukraine en 2021-2022 - Konyaspor (5.420) 3e de Turquie en 2021-2022 - İstanbul Başakşehir FK (25.000) 4e de Turquie en 2021-2022 - Brøndby IF (8.500) 4e du Danemark en 2021-2022 - Viborg FF (5.435) Vainqueur des barrages du Danemark en 2021-2022 - APOEL Nicosie (18.000) 3e de Chypre en 2021-2022 - Aris Limassol (5.275) 4e de Chypre en 2021-2022 - FK Čukarički (6.675) 3e de Serbie en 2021-2022 - FK Radnički Niš (6.675) 4e de Serbie en 2021-2022 - Slavia Prague (52.000) 2e de Tchéquie en 2021-2022 - Sparta Prague (13.500) 3e de Tchéquie en 2021-2022 - NK Osijek (8.000) 3e de Croatie en 2021-2022 - HNK Rijeka (15.000) 4e de Croatie en 2021-2022 - FC Bâle (55.000) 2e de Suisse en 2021-2022 - BSC Young Boys (37.000) 3e de Suisse en 2021-2022 - PAOK Salonique (25.000) 2e de Grèce en 2021-2022 - Aris Salonique (5.640) 3e de Grèce en 2021-2022 - Hapoël Beer-Sheva (14.000) Vainqueur de la Coupe d'Israël 2021-2022 - Maccabi Tel-Aviv (24.500) 3e d'Israël en 2021-2022 - Maccabi Netanya (4.875) 4e d'Israël en 2021-2022 - Molde FK (19.000) Vainqueur de la Coupe de Norvège 2021-2022 - Viking FK (5.450) 3e de Norvège en 2021 - Lillestrøm SK (5.450) 4e de Norvège en 2021 - AIK Solna (5.000) 2e de Suède en 2021 - Djurgårdens IF (4.575) 3e de Suède en 2021 - IF Elfsborg (4.575) 4e de Suède en 2021 - Levski Sofia (3.900) Vainqueur de la Coupe de Bulgarie 2021-2022 - CSKA Sofia (10.500) 2e de Bulgarie en 2021-2022 - Botev Plovdiv (3.900) Vainqueur des barrages de Bulgarie en 2021-2022 - Sepsi Sfântu Gheorghe (3.430) Vainqueur de la Coupe de Roumanie 2021-2022 - FCSB (17.500) 2e de Roumanie en 2021-2022 - Universitatea Craiova (7.500) Vainqueur des barrages de Roumanie en 2021-2022 - Neftchi Bakou (7.000) 2e d'Azerbaïdjan en 2021-2022 - Zira FK (3.400) 3e d'Azerbaïdjan en 2021-2022 - FK Qabala (3.500) 4e d'Azerbaïdjan en 2021-2022 - Kaïrat Almaty (8.000) Vainqueur de la Coupe du Kazakhstan 2021 - FK Astana (20.500) 2e du Kazakhstan en 2021 - Kyzyljar Petropavl (3.150) 4e du Kazakhstan en 2021 - Kisvárda FC (3.275) 2e de Hongrie en 2021-2022 - Puskás Akadémia FC (3.275) 3e de Hongrie en 2021-2022 - MOL Fehérvár FC (11.500) 4e de Hongrie en 2021-2022 - FK Homiel (2.500) Vainqueur de la Coupe de Biélorussie 2021-2022 - BATE Borisov (17.500) 2e de Biélorussie en 2021 - Raków Częstochowa (3.175) Vainqueur de la Coupe de Pologne 2021-2022 - FC Koper (3.000) Vainqueur de la Coupe de Slovénie 2021-2022 - Spartak Trnava (8.500) Vainqueur de la Coupe de Slovaquie 2021-2022 - FC Vaduz (6.500) Vainqueur de la Coupe du Liechtenstein 2021-2022 - Sūduva Marijampolė (10.000) 2e de Lituanie en 2021 - Racing Luxembourg (2.000) Vainqueur de la Coupe du Luxembourg 2021-2022 - FK Velež Mostar (2.000) Vainqueur de la Coupe de Bosnie-Herzégovine 2021-2022 - St. Patrick's Athletic FC (1.625) Vainqueur de la Coupe d'Irlande 2021 - FK Makedonija GP Skopje (1.400) Vainqueur de la Coupe de Macédoine du Nord 2021-2022 - FC Ararat-Armenia (5.000) 2e d'Arménie en 2021-2022 , - Valmiera FC (2.000) 2e de Lettonie en 2021 - KF Vllaznia Shkodër (1.600) Vainqueur de la Coupe d'Albanie 2021-2022 | Voie principale - Vitória Guimarães (10.676) 6e du Portugal en 2021-2022 - AZ Alkmaar (28.500) Vainqueur des barrages des Pays-Bas en 2021-2022 - Royal Antwerp (14.500) 4e de Belgique en 2021-2022 - Rapid Vienne (16.000) Vainqueur des barrages d'Autriche en 2021-2022 - Motherwell FC (7.380) 5e d'Écosse en 2021-2022 - Vorskla Poltava (6.360) 5e d'Ukraine en 2021-2022 - Konyaspor (5.420) 3e de Turquie en 2021-2022 - İstanbul Başakşehir FK (25.000) 4e de Turquie en 2021-2022 - Brøndby IF (8.500) 4e du Danemark en 2021-2022 - Viborg FF (5.435) Vainqueur des barrages du Danemark en 2021-2022 - APOEL Nicosie (18.000) 3e de Chypre en 2021-2022 - Aris Limassol (5.275) 4e de Chypre en 2021-2022 - FK Čukarički (6.675) 3e de Serbie en 2021-2022 - FK Radnički Niš (6.675) 4e de Serbie en 2021-2022 - Slavia Prague (52.000) 2e de Tchéquie en 2021-2022 - Sparta Prague (13.500) 3e de Tchéquie en 2021-2022 - NK Osijek (8.000) 3e de Croatie en 2021-2022 - HNK Rijeka (15.000) 4e de Croatie en 2021-2022 - FC Bâle (55.000) 2e de Suisse en 2021-2022 - BSC Young Boys (37.000) 3e de Suisse en 2021-2022 - PAOK Salonique (25.000) 2e de Grèce en 2021-2022 - Aris Salonique (5.640) 3e de Grèce en 2021-2022 - Hapoël Beer-Sheva (14.000) Vainqueur de la Coupe d'Israël 2021-2022 - Maccabi Tel-Aviv (24.500) 3e d'Israël en 2021-2022 - Maccabi Netanya (4.875) 4e d'Israël en 2021-2022 - Molde FK (19.000) Vainqueur de la Coupe de Norvège 2021-2022 - Viking FK (5.450) 3e de Norvège en 2021 - Lillestrøm SK (5.450) 4e de Norvège en 2021 - AIK Solna (5.000) 2e de Suède en 2021 - Djurgårdens IF (4.575) 3e de Suède en 2021 - IF Elfsborg (4.575) 4e de Suède en 2021 - Levski Sofia (3.900) Vainqueur de la Coupe de Bulgarie 2021-2022 - CSKA Sofia (10.500) 2e de Bulgarie en 2021-2022 - Botev Plovdiv (3.900) Vainqueur des barrages de Bulgarie en 2021-2022 - Sepsi Sfântu Gheorghe (3.430) Vainqueur de la Coupe de Roumanie 2021-2022 - FCSB (17.500) 2e de Roumanie en 2021-2022 - Universitatea Craiova (7.500) Vainqueur des barrages de Roumanie en 2021-2022 - Neftchi Bakou (7.000) 2e d'Azerbaïdjan en 2021-2022 - Zira FK (3.400) 3e d'Azerbaïdjan en 2021-2022 - FK Qabala (3.500) 4e d'Azerbaïdjan en 2021-2022 - Kaïrat Almaty (8.000) Vainqueur de la Coupe du Kazakhstan 2021 - FK Astana (20.500) 2e du Kazakhstan en 2021 - Kyzyljar Petropavl (3.150) 4e du Kazakhstan en 2021 - Kisvárda FC (3.275) 2e de Hongrie en 2021-2022 - Puskás Akadémia FC (3.275) 3e de Hongrie en 2021-2022 - MOL Fehérvár FC (11.500) 4e de Hongrie en 2021-2022 - FK Homiel (2.500) Vainqueur de la Coupe de Biélorussie 2021-2022 - BATE Borisov (17.500) 2e de Biélorussie en 2021 - Raków Częstochowa (3.175) Vainqueur de la Coupe de Pologne 2021-2022 - FC Koper (3.000) Vainqueur de la Coupe de Slovénie 2021-2022 - Spartak Trnava (8.500) Vainqueur de la Coupe de Slovaquie 2021-2022 - FC Vaduz (6.500) Vainqueur de la Coupe du Liechtenstein 2021-2022 - Sūduva Marijampolė (10.000) 2e de Lituanie en 2021 - Racing Luxembourg (2.000) Vainqueur de la Coupe du Luxembourg 2021-2022 - FK Velež Mostar (2.000) Vainqueur de la Coupe de Bosnie-Herzégovine 2021-2022 - St. Patrick's Athletic FC (1.625) Vainqueur de la Coupe d'Irlande 2021 - FK Makedonija GP Skopje (1.400) Vainqueur de la Coupe de Macédoine du Nord 2021-2022 - FC Ararat-Armenia (5.000) 2e d'Arménie en 2021-2022 , - Valmiera FC (2.000) 2e de Lettonie en 2021 - KF Vllaznia Shkodër (1.600) Vainqueur de la Coupe d'Albanie 2021-2022 | Voie principale - Vitória Guimarães (10.676) 6e du Portugal en 2021-2022 - AZ Alkmaar (28.500) Vainqueur des barrages des Pays-Bas en 2021-2022 - Royal Antwerp (14.500) 4e de Belgique en 2021-2022 - Rapid Vienne (16.000) Vainqueur des barrages d'Autriche en 2021-2022 - Motherwell FC (7.380) 5e d'Écosse en 2021-2022 - Vorskla Poltava (6.360) 5e d'Ukraine en 2021-2022 - Konyaspor (5.420) 3e de Turquie en 2021-2022 - İstanbul Başakşehir FK (25.000) 4e de Turquie en 2021-2022 - Brøndby IF (8.500) 4e du Danemark en 2021-2022 - Viborg FF (5.435) Vainqueur des barrages du Danemark en 2021-2022 - APOEL Nicosie (18.000) 3e de Chypre en 2021-2022 - Aris Limassol (5.275) 4e de Chypre en 2021-2022 - FK Čukarički (6.675) 3e de Serbie en 2021-2022 - FK Radnički Niš (6.675) 4e de Serbie en 2021-2022 - Slavia Prague (52.000) 2e de Tchéquie en 2021-2022 - Sparta Prague (13.500) 3e de Tchéquie en 2021-2022 - NK Osijek (8.000) 3e de Croatie en 2021-2022 - HNK Rijeka (15.000) 4e de Croatie en 2021-2022 - FC Bâle (55.000) 2e de Suisse en 2021-2022 - BSC Young Boys (37.000) 3e de Suisse en 2021-2022 - PAOK Salonique (25.000) 2e de Grèce en 2021-2022 - Aris Salonique (5.640) 3e de Grèce en 2021-2022 - Hapoël Beer-Sheva (14.000) Vainqueur de la Coupe d'Israël 2021-2022 - Maccabi Tel-Aviv (24.500) 3e d'Israël en 2021-2022 - Maccabi Netanya (4.875) 4e d'Israël en 2021-2022 - Molde FK (19.000) Vainqueur de la Coupe de Norvège 2021-2022 - Viking FK (5.450) 3e de Norvège en 2021 - Lillestrøm SK (5.450) 4e de Norvège en 2021 - AIK Solna (5.000) 2e de Suède en 2021 - Djurgårdens IF (4.575) 3e de Suède en 2021 - IF Elfsborg (4.575) 4e de Suède en 2021 - Levski Sofia (3.900) Vainqueur de la Coupe de Bulgarie 2021-2022 - CSKA Sofia (10.500) 2e de Bulgarie en 2021-2022 - Botev Plovdiv (3.900) Vainqueur des barrages de Bulgarie en 2021-2022 - Sepsi Sfântu Gheorghe (3.430) Vainqueur de la Coupe de Roumanie 2021-2022 - FCSB (17.500) 2e de Roumanie en 2021-2022 - Universitatea Craiova (7.500) Vainqueur des barrages de Roumanie en 2021-2022 - Neftchi Bakou (7.000) 2e d'Azerbaïdjan en 2021-2022 - Zira FK (3.400) 3e d'Azerbaïdjan en 2021-2022 - FK Qabala (3.500) 4e d'Azerbaïdjan en 2021-2022 - Kaïrat Almaty (8.000) Vainqueur de la Coupe du Kazakhstan 2021 - FK Astana (20.500) 2e du Kazakhstan en 2021 - Kyzyljar Petropavl (3.150) 4e du Kazakhstan en 2021 - Kisvárda FC (3.275) 2e de Hongrie en 2021-2022 - Puskás Akadémia FC (3.275) 3e de Hongrie en 2021-2022 - MOL Fehérvár FC (11.500) 4e de Hongrie en 2021-2022 - FK Homiel (2.500) Vainqueur de la Coupe de Biélorussie 2021-2022 - BATE Borisov (17.500) 2e de Biélorussie en 2021 - Raków Częstochowa (3.175) Vainqueur de la Coupe de Pologne 2021-2022 - FC Koper (3.000) Vainqueur de la Coupe de Slovénie 2021-2022 - Spartak Trnava (8.500) Vainqueur de la Coupe de Slovaquie 2021-2022 - FC Vaduz (6.500) Vainqueur de la Coupe du Liechtenstein 2021-2022 - Sūduva Marijampolė (10.000) 2e de Lituanie en 2021 - Racing Luxembourg (2.000) Vainqueur de la Coupe du Luxembourg 2021-2022 - FK Velež Mostar (2.000) Vainqueur de la Coupe de Bosnie-Herzégovine 2021-2022 - St. Patrick's Athletic FC (1.625) Vainqueur de la Coupe d'Irlande 2021 - FK Makedonija GP Skopje (1.400) Vainqueur de la Coupe de Macédoine du Nord 2021-2022 - FC Ararat-Armenia (5.000) 2e d'Arménie en 2021-2022 , - Valmiera FC (2.000) 2e de Lettonie en 2021 - KF Vllaznia Shkodër (1.600) Vainqueur de la Coupe d'Albanie 2021-2022 | Voie principale - Vitória Guimarães (10.676) 6e du Portugal en 2021-2022 - AZ Alkmaar (28.500) Vainqueur des barrages des Pays-Bas en 2021-2022 - Royal Antwerp (14.500) 4e de Belgique en 2021-2022 - Rapid Vienne (16.000) Vainqueur des barrages d'Autriche en 2021-2022 - Motherwell FC (7.380) 5e d'Écosse en 2021-2022 - Vorskla Poltava (6.360) 5e d'Ukraine en 2021-2022 - Konyaspor (5.420) 3e de Turquie en 2021-2022 - İstanbul Başakşehir FK (25.000) 4e de Turquie en 2021-2022 - Brøndby IF (8.500) 4e du Danemark en 2021-2022 - Viborg FF (5.435) Vainqueur des barrages du Danemark en 2021-2022 - APOEL Nicosie (18.000) 3e de Chypre en 2021-2022 - Aris Limassol (5.275) 4e de Chypre en 2021-2022 - FK Čukarički (6.675) 3e de Serbie en 2021-2022 - FK Radnički Niš (6.675) 4e de Serbie en 2021-2022 - Slavia Prague (52.000) 2e de Tchéquie en 2021-2022 - Sparta Prague (13.500) 3e de Tchéquie en 2021-2022 - NK Osijek (8.000) 3e de Croatie en 2021-2022 - HNK Rijeka (15.000) 4e de Croatie en 2021-2022 - FC Bâle (55.000) 2e de Suisse en 2021-2022 - BSC Young Boys (37.000) 3e de Suisse en 2021-2022 - PAOK Salonique (25.000) 2e de Grèce en 2021-2022 - Aris Salonique (5.640) 3e de Grèce en 2021-2022 - Hapoël Beer-Sheva (14.000) Vainqueur de la Coupe d'Israël 2021-2022 - Maccabi Tel-Aviv (24.500) 3e d'Israël en 2021-2022 - Maccabi Netanya (4.875) 4e d'Israël en 2021-2022 - Molde FK (19.000) Vainqueur de la Coupe de Norvège 2021-2022 - Viking FK (5.450) 3e de Norvège en 2021 - Lillestrøm SK (5.450) 4e de Norvège en 2021 - AIK Solna (5.000) 2e de Suède en 2021 - Djurgårdens IF (4.575) 3e de Suède en 2021 - IF Elfsborg (4.575) 4e de Suède en 2021 - Levski Sofia (3.900) Vainqueur de la Coupe de Bulgarie 2021-2022 - CSKA Sofia (10.500) 2e de Bulgarie en 2021-2022 - Botev Plovdiv (3.900) Vainqueur des barrages de Bulgarie en 2021-2022 - Sepsi Sfântu Gheorghe (3.430) Vainqueur de la Coupe de Roumanie 2021-2022 - FCSB (17.500) 2e de Roumanie en 2021-2022 - Universitatea Craiova (7.500) Vainqueur des barrages de Roumanie en 2021-2022 - Neftchi Bakou (7.000) 2e d'Azerbaïdjan en 2021-2022 - Zira FK (3.400) 3e d'Azerbaïdjan en 2021-2022 - FK Qabala (3.500) 4e d'Azerbaïdjan en 2021-2022 - Kaïrat Almaty (8.000) Vainqueur de la Coupe du Kazakhstan 2021 - FK Astana (20.500) 2e du Kazakhstan en 2021 - Kyzyljar Petropavl (3.150) 4e du Kazakhstan en 2021 - Kisvárda FC (3.275) 2e de Hongrie en 2021-2022 - Puskás Akadémia FC (3.275) 3e de Hongrie en 2021-2022 - MOL Fehérvár FC (11.500) 4e de Hongrie en 2021-2022 - FK Homiel (2.500) Vainqueur de la Coupe de Biélorussie 2021-2022 - BATE Borisov (17.500) 2e de Biélorussie en 2021 - Raków Częstochowa (3.175) Vainqueur de la Coupe de Pologne 2021-2022 - FC Koper (3.000) Vainqueur de la Coupe de Slovénie 2021-2022 - Spartak Trnava (8.500) Vainqueur de la Coupe de Slovaquie 2021-2022 - FC Vaduz (6.500) Vainqueur de la Coupe du Liechtenstein 2021-2022 - Sūduva Marijampolė (10.000) 2e de Lituanie en 2021 - Racing Luxembourg (2.000) Vainqueur de la Coupe du Luxembourg 2021-2022 - FK Velež Mostar (2.000) Vainqueur de la Coupe de Bosnie-Herzégovine 2021-2022 - St. Patrick's Athletic FC (1.625) Vainqueur de la Coupe d'Irlande 2021 - FK Makedonija GP Skopje (1.400) Vainqueur de la Coupe de Macédoine du Nord 2021-2022 - FC Ararat-Armenia (5.000) 2e d'Arménie en 2021-2022 , - Valmiera FC (2.000) 2e de Lettonie en 2021 - KF Vllaznia Shkodër (1.600) Vainqueur de la Coupe d'Albanie 2021-2022 | Voie principale - Vitória Guimarães (10.676) 6e du Portugal en 2021-2022 - AZ Alkmaar (28.500) Vainqueur des barrages des Pays-Bas en 2021-2022 - Royal Antwerp (14.500) 4e de Belgique en 2021-2022 - Rapid Vienne (16.000) Vainqueur des barrages d'Autriche en 2021-2022 - Motherwell FC (7.380) 5e d'Écosse en 2021-2022 - Vorskla Poltava (6.360) 5e d'Ukraine en 2021-2022 - Konyaspor (5.420) 3e de Turquie en 2021-2022 - İstanbul Başakşehir FK (25.000) 4e de Turquie en 2021-2022 - Brøndby IF (8.500) 4e du Danemark en 2021-2022 - Viborg FF (5.435) Vainqueur des barrages du Danemark en 2021-2022 - APOEL Nicosie (18.000) 3e de Chypre en 2021-2022 - Aris Limassol (5.275) 4e de Chypre en 2021-2022 - FK Čukarički (6.675) 3e de Serbie en 2021-2022 - FK Radnički Niš (6.675) 4e de Serbie en 2021-2022 - Slavia Prague (52.000) 2e de Tchéquie en 2021-2022 - Sparta Prague (13.500) 3e de Tchéquie en 2021-2022 - NK Osijek (8.000) 3e de Croatie en 2021-2022 - HNK Rijeka (15.000) 4e de Croatie en 2021-2022 - FC Bâle (55.000) 2e de Suisse en 2021-2022 - BSC Young Boys (37.000) 3e de Suisse en 2021-2022 - PAOK Salonique (25.000) 2e de Grèce en 2021-2022 - Aris Salonique (5.640) 3e de Grèce en 2021-2022 - Hapoël Beer-Sheva (14.000) Vainqueur de la Coupe d'Israël 2021-2022 - Maccabi Tel-Aviv (24.500) 3e d'Israël en 2021-2022 - Maccabi Netanya (4.875) 4e d'Israël en 2021-2022 - Molde FK (19.000) Vainqueur de la Coupe de Norvège 2021-2022 - Viking FK (5.450) 3e de Norvège en 2021 - Lillestrøm SK (5.450) 4e de Norvège en 2021 - AIK Solna (5.000) 2e de Suède en 2021 - Djurgårdens IF (4.575) 3e de Suède en 2021 - IF Elfsborg (4.575) 4e de Suède en 2021 - Levski Sofia (3.900) Vainqueur de la Coupe de Bulgarie 2021-2022 - CSKA Sofia (10.500) 2e de Bulgarie en 2021-2022 - Botev Plovdiv (3.900) Vainqueur des barrages de Bulgarie en 2021-2022 - Sepsi Sfântu Gheorghe (3.430) Vainqueur de la Coupe de Roumanie 2021-2022 - FCSB (17.500) 2e de Roumanie en 2021-2022 - Universitatea Craiova (7.500) Vainqueur des barrages de Roumanie en 2021-2022 - Neftchi Bakou (7.000) 2e d'Azerbaïdjan en 2021-2022 - Zira FK (3.400) 3e d'Azerbaïdjan en 2021-2022 - FK Qabala (3.500) 4e d'Azerbaïdjan en 2021-2022 - Kaïrat Almaty (8.000) Vainqueur de la Coupe du Kazakhstan 2021 - FK Astana (20.500) 2e du Kazakhstan en 2021 - Kyzyljar Petropavl (3.150) 4e du Kazakhstan en 2021 - Kisvárda FC (3.275) 2e de Hongrie en 2021-2022 - Puskás Akadémia FC (3.275) 3e de Hongrie en 2021-2022 - MOL Fehérvár FC (11.500) 4e de Hongrie en 2021-2022 - FK Homiel (2.500) Vainqueur de la Coupe de Biélorussie 2021-2022 - BATE Borisov (17.500) 2e de Biélorussie en 2021 - Raków Częstochowa (3.175) Vainqueur de la Coupe de Pologne 2021-2022 - FC Koper (3.000) Vainqueur de la Coupe de Slovénie 2021-2022 - Spartak Trnava (8.500) Vainqueur de la Coupe de Slovaquie 2021-2022 - FC Vaduz (6.500) Vainqueur de la Coupe du Liechtenstein 2021-2022 - Sūduva Marijampolė (10.000) 2e de Lituanie en 2021 - Racing Luxembourg (2.000) Vainqueur de la Coupe du Luxembourg 2021-2022 - FK Velež Mostar (2.000) Vainqueur de la Coupe de Bosnie-Herzégovine 2021-2022 - St. Patrick's Athletic FC (1.625) Vainqueur de la Coupe d'Irlande 2021 - FK Makedonija GP Skopje (1.400) Vainqueur de la Coupe de Macédoine du Nord 2021-2022 - FC Ararat-Armenia (5.000) 2e d'Arménie en 2021-2022 , - Valmiera FC (2.000) 2e de Lettonie en 2021 - KF Vllaznia Shkodër (1.600) Vainqueur de la Coupe d'Albanie 2021-2022 |
| Premier tour de qualification (Voie principale uniquement) | | | | | | | | | | | | | | | |
| - Dinamo Minsk (5.000) 3e de Biélorussie en 2021 - Pogoń Szczecin (3.175) 3e de Pologne en 2021-2022 - Lechia Gdańsk (3.175) 4e de Pologne en 2021-2022 - NK Olimpija Ljubljana (7.750) 3e de Slovénie en 2021-2022 - NŠ Mura (5.500) 4e de Slovénie en 2021-2022 - MFK Ružomberok (3.125) 2e de Slovaquie en 2021-2022 - DAC Dunajská Streda (6.500) Vainqueur des barrages de Slovaquie en 2021-2022 - Kauno Žalgiris (3.500) 3e de Lituanie en 2021 - FK Panevėžys (2.000) 4e de Lituanie en 2021 - FC Differdange 03 (1.750) 2e du Luxembourg en 2021-2022 - CS Fola Esch (7.500) 3e du Luxembourg en 2021-2022 - FK Tuzla City (1.825) 2e de Bosnie-Herzégovine en 2021-2022 - FK Borac Banja Luka (3.000) 3e de Bosnie-Herzégovine en 2021-2022 - Sligo Rovers (1.625) 3e d'Irlande en 2021 - Derry City FC (2.250) 4e d'Irlande en 2021 - FK Akademija Pandev (1.400) 2e de Macédoine du Nord en 2021-2022 - FK Shkëndija (9.000) 3e de Macédoine du Nord en 2021-2022 - Alashkert FC (8.000) 3e d'Arménie en 2021-2022 - Ararat Erevan (1.625) 4e d'Arménie en 2021-2022 - FK Liepāja (4.500) 3e de Lettonie en 2021 - Riga FC (8.000) 4e de Lettonie en 2021 - KF Laç (6.000) 2e d'Albanie en 2021-2022 - FK Partizani Tirana (4.250) 3e d'Albanie en 2021-2022 - Crusaders FC (3.250) Vainqueur de la Coupe d'Irlande du Nord 2021-2022 - Cliftonville FC (2.000) 2e d'Irlande du Nord en 2021-2022 - Larne FC (2.000) Vainqueur des barrages d'Irlande du Nord en 2021-2022 - Saburtalo Tbilissi (3.000) Vainqueur de la Coupe de Géorgie 2021 - Dinamo Tbilissi (6.500) 2e de Géorgie en 2021 - Dila Gori (1.400) 3e de Géorgie en 2021 | - Dinamo Minsk (5.000) 3e de Biélorussie en 2021 - Pogoń Szczecin (3.175) 3e de Pologne en 2021-2022 - Lechia Gdańsk (3.175) 4e de Pologne en 2021-2022 - NK Olimpija Ljubljana (7.750) 3e de Slovénie en 2021-2022 - NŠ Mura (5.500) 4e de Slovénie en 2021-2022 - MFK Ružomberok (3.125) 2e de Slovaquie en 2021-2022 - DAC Dunajská Streda (6.500) Vainqueur des barrages de Slovaquie en 2021-2022 - Kauno Žalgiris (3.500) 3e de Lituanie en 2021 - FK Panevėžys (2.000) 4e de Lituanie en 2021 - FC Differdange 03 (1.750) 2e du Luxembourg en 2021-2022 - CS Fola Esch (7.500) 3e du Luxembourg en 2021-2022 - FK Tuzla City (1.825) 2e de Bosnie-Herzégovine en 2021-2022 - FK Borac Banja Luka (3.000) 3e de Bosnie-Herzégovine en 2021-2022 - Sligo Rovers (1.625) 3e d'Irlande en 2021 - Derry City FC (2.250) 4e d'Irlande en 2021 - FK Akademija Pandev (1.400) 2e de Macédoine du Nord en 2021-2022 - FK Shkëndija (9.000) 3e de Macédoine du Nord en 2021-2022 - Alashkert FC (8.000) 3e d'Arménie en 2021-2022 - Ararat Erevan (1.625) 4e d'Arménie en 2021-2022 - FK Liepāja (4.500) 3e de Lettonie en 2021 - Riga FC (8.000) 4e de Lettonie en 2021 - KF Laç (6.000) 2e d'Albanie en 2021-2022 - FK Partizani Tirana (4.250) 3e d'Albanie en 2021-2022 - Crusaders FC (3.250) Vainqueur de la Coupe d'Irlande du Nord 2021-2022 - Cliftonville FC (2.000) 2e d'Irlande du Nord en 2021-2022 - Larne FC (2.000) Vainqueur des barrages d'Irlande du Nord en 2021-2022 - Saburtalo Tbilissi (3.000) Vainqueur de la Coupe de Géorgie 2021 - Dinamo Tbilissi (6.500) 2e de Géorgie en 2021 - Dila Gori (1.400) 3e de Géorgie en 2021 | - Dinamo Minsk (5.000) 3e de Biélorussie en 2021 - Pogoń Szczecin (3.175) 3e de Pologne en 2021-2022 - Lechia Gdańsk (3.175) 4e de Pologne en 2021-2022 - NK Olimpija Ljubljana (7.750) 3e de Slovénie en 2021-2022 - NŠ Mura (5.500) 4e de Slovénie en 2021-2022 - MFK Ružomberok (3.125) 2e de Slovaquie en 2021-2022 - DAC Dunajská Streda (6.500) Vainqueur des barrages de Slovaquie en 2021-2022 - Kauno Žalgiris (3.500) 3e de Lituanie en 2021 - FK Panevėžys (2.000) 4e de Lituanie en 2021 - FC Differdange 03 (1.750) 2e du Luxembourg en 2021-2022 - CS Fola Esch (7.500) 3e du Luxembourg en 2021-2022 - FK Tuzla City (1.825) 2e de Bosnie-Herzégovine en 2021-2022 - FK Borac Banja Luka (3.000) 3e de Bosnie-Herzégovine en 2021-2022 - Sligo Rovers (1.625) 3e d'Irlande en 2021 - Derry City FC (2.250) 4e d'Irlande en 2021 - FK Akademija Pandev (1.400) 2e de Macédoine du Nord en 2021-2022 - FK Shkëndija (9.000) 3e de Macédoine du Nord en 2021-2022 - Alashkert FC (8.000) 3e d'Arménie en 2021-2022 - Ararat Erevan (1.625) 4e d'Arménie en 2021-2022 - FK Liepāja (4.500) 3e de Lettonie en 2021 - Riga FC (8.000) 4e de Lettonie en 2021 - KF Laç (6.000) 2e d'Albanie en 2021-2022 - FK Partizani Tirana (4.250) 3e d'Albanie en 2021-2022 - Crusaders FC (3.250) Vainqueur de la Coupe d'Irlande du Nord 2021-2022 - Cliftonville FC (2.000) 2e d'Irlande du Nord en 2021-2022 - Larne FC (2.000) Vainqueur des barrages d'Irlande du Nord en 2021-2022 - Saburtalo Tbilissi (3.000) Vainqueur de la Coupe de Géorgie 2021 - Dinamo Tbilissi (6.500) 2e de Géorgie en 2021 - Dila Gori (1.400) 3e de Géorgie en 2021 | - Dinamo Minsk (5.000) 3e de Biélorussie en 2021 - Pogoń Szczecin (3.175) 3e de Pologne en 2021-2022 - Lechia Gdańsk (3.175) 4e de Pologne en 2021-2022 - NK Olimpija Ljubljana (7.750) 3e de Slovénie en 2021-2022 - NŠ Mura (5.500) 4e de Slovénie en 2021-2022 - MFK Ružomberok (3.125) 2e de Slovaquie en 2021-2022 - DAC Dunajská Streda (6.500) Vainqueur des barrages de Slovaquie en 2021-2022 - Kauno Žalgiris (3.500) 3e de Lituanie en 2021 - FK Panevėžys (2.000) 4e de Lituanie en 2021 - FC Differdange 03 (1.750) 2e du Luxembourg en 2021-2022 - CS Fola Esch (7.500) 3e du Luxembourg en 2021-2022 - FK Tuzla City (1.825) 2e de Bosnie-Herzégovine en 2021-2022 - FK Borac Banja Luka (3.000) 3e de Bosnie-Herzégovine en 2021-2022 - Sligo Rovers (1.625) 3e d'Irlande en 2021 - Derry City FC (2.250) 4e d'Irlande en 2021 - FK Akademija Pandev (1.400) 2e de Macédoine du Nord en 2021-2022 - FK Shkëndija (9.000) 3e de Macédoine du Nord en 2021-2022 - Alashkert FC (8.000) 3e d'Arménie en 2021-2022 - Ararat Erevan (1.625) 4e d'Arménie en 2021-2022 - FK Liepāja (4.500) 3e de Lettonie en 2021 - Riga FC (8.000) 4e de Lettonie en 2021 - KF Laç (6.000) 2e d'Albanie en 2021-2022 - FK Partizani Tirana (4.250) 3e d'Albanie en 2021-2022 - Crusaders FC (3.250) Vainqueur de la Coupe d'Irlande du Nord 2021-2022 - Cliftonville FC (2.000) 2e d'Irlande du Nord en 2021-2022 - Larne FC (2.000) Vainqueur des barrages d'Irlande du Nord en 2021-2022 - Saburtalo Tbilissi (3.000) Vainqueur de la Coupe de Géorgie 2021 - Dinamo Tbilissi (6.500) 2e de Géorgie en 2021 - Dila Gori (1.400) 3e de Géorgie en 2021 | - Dinamo Minsk (5.000) 3e de Biélorussie en 2021 - Pogoń Szczecin (3.175) 3e de Pologne en 2021-2022 - Lechia Gdańsk (3.175) 4e de Pologne en 2021-2022 - NK Olimpija Ljubljana (7.750) 3e de Slovénie en 2021-2022 - NŠ Mura (5.500) 4e de Slovénie en 2021-2022 - MFK Ružomberok (3.125) 2e de Slovaquie en 2021-2022 - DAC Dunajská Streda (6.500) Vainqueur des barrages de Slovaquie en 2021-2022 - Kauno Žalgiris (3.500) 3e de Lituanie en 2021 - FK Panevėžys (2.000) 4e de Lituanie en 2021 - FC Differdange 03 (1.750) 2e du Luxembourg en 2021-2022 - CS Fola Esch (7.500) 3e du Luxembourg en 2021-2022 - FK Tuzla City (1.825) 2e de Bosnie-Herzégovine en 2021-2022 - FK Borac Banja Luka (3.000) 3e de Bosnie-Herzégovine en 2021-2022 - Sligo Rovers (1.625) 3e d'Irlande en 2021 - Derry City FC (2.250) 4e d'Irlande en 2021 - FK Akademija Pandev (1.400) 2e de Macédoine du Nord en 2021-2022 - FK Shkëndija (9.000) 3e de Macédoine du Nord en 2021-2022 - Alashkert FC (8.000) 3e d'Arménie en 2021-2022 - Ararat Erevan (1.625) 4e d'Arménie en 2021-2022 - FK Liepāja (4.500) 3e de Lettonie en 2021 - Riga FC (8.000) 4e de Lettonie en 2021 - KF Laç (6.000) 2e d'Albanie en 2021-2022 - FK Partizani Tirana (4.250) 3e d'Albanie en 2021-2022 - Crusaders FC (3.250) Vainqueur de la Coupe d'Irlande du Nord 2021-2022 - Cliftonville FC (2.000) 2e d'Irlande du Nord en 2021-2022 - Larne FC (2.000) Vainqueur des barrages d'Irlande du Nord en 2021-2022 - Saburtalo Tbilissi (3.000) Vainqueur de la Coupe de Géorgie 2021 - Dinamo Tbilissi (6.500) 2e de Géorgie en 2021 - Dila Gori (1.400) 3e de Géorgie en 2021 | - Dinamo Minsk (5.000) 3e de Biélorussie en 2021 - Pogoń Szczecin (3.175) 3e de Pologne en 2021-2022 - Lechia Gdańsk (3.175) 4e de Pologne en 2021-2022 - NK Olimpija Ljubljana (7.750) 3e de Slovénie en 2021-2022 - NŠ Mura (5.500) 4e de Slovénie en 2021-2022 - MFK Ružomberok (3.125) 2e de Slovaquie en 2021-2022 - DAC Dunajská Streda (6.500) Vainqueur des barrages de Slovaquie en 2021-2022 - Kauno Žalgiris (3.500) 3e de Lituanie en 2021 - FK Panevėžys (2.000) 4e de Lituanie en 2021 - FC Differdange 03 (1.750) 2e du Luxembourg en 2021-2022 - CS Fola Esch (7.500) 3e du Luxembourg en 2021-2022 - FK Tuzla City (1.825) 2e de Bosnie-Herzégovine en 2021-2022 - FK Borac Banja Luka (3.000) 3e de Bosnie-Herzégovine en 2021-2022 - Sligo Rovers (1.625) 3e d'Irlande en 2021 - Derry City FC (2.250) 4e d'Irlande en 2021 - FK Akademija Pandev (1.400) 2e de Macédoine du Nord en 2021-2022 - FK Shkëndija (9.000) 3e de Macédoine du Nord en 2021-2022 - Alashkert FC (8.000) 3e d'Arménie en 2021-2022 - Ararat Erevan (1.625) 4e d'Arménie en 2021-2022 - FK Liepāja (4.500) 3e de Lettonie en 2021 - Riga FC (8.000) 4e de Lettonie en 2021 - KF Laç (6.000) 2e d'Albanie en 2021-2022 - FK Partizani Tirana (4.250) 3e d'Albanie en 2021-2022 - Crusaders FC (3.250) Vainqueur de la Coupe d'Irlande du Nord 2021-2022 - Cliftonville FC (2.000) 2e d'Irlande du Nord en 2021-2022 - Larne FC (2.000) Vainqueur des barrages d'Irlande du Nord en 2021-2022 - Saburtalo Tbilissi (3.000) Vainqueur de la Coupe de Géorgie 2021 - Dinamo Tbilissi (6.500) 2e de Géorgie en 2021 - Dila Gori (1.400) 3e de Géorgie en 2021 | - Dinamo Minsk (5.000) 3e de Biélorussie en 2021 - Pogoń Szczecin (3.175) 3e de Pologne en 2021-2022 - Lechia Gdańsk (3.175) 4e de Pologne en 2021-2022 - NK Olimpija Ljubljana (7.750) 3e de Slovénie en 2021-2022 - NŠ Mura (5.500) 4e de Slovénie en 2021-2022 - MFK Ružomberok (3.125) 2e de Slovaquie en 2021-2022 - DAC Dunajská Streda (6.500) Vainqueur des barrages de Slovaquie en 2021-2022 - Kauno Žalgiris (3.500) 3e de Lituanie en 2021 - FK Panevėžys (2.000) 4e de Lituanie en 2021 - FC Differdange 03 (1.750) 2e du Luxembourg en 2021-2022 - CS Fola Esch (7.500) 3e du Luxembourg en 2021-2022 - FK Tuzla City (1.825) 2e de Bosnie-Herzégovine en 2021-2022 - FK Borac Banja Luka (3.000) 3e de Bosnie-Herzégovine en 2021-2022 - Sligo Rovers (1.625) 3e d'Irlande en 2021 - Derry City FC (2.250) 4e d'Irlande en 2021 - FK Akademija Pandev (1.400) 2e de Macédoine du Nord en 2021-2022 - FK Shkëndija (9.000) 3e de Macédoine du Nord en 2021-2022 - Alashkert FC (8.000) 3e d'Arménie en 2021-2022 - Ararat Erevan (1.625) 4e d'Arménie en 2021-2022 - FK Liepāja (4.500) 3e de Lettonie en 2021 - Riga FC (8.000) 4e de Lettonie en 2021 - KF Laç (6.000) 2e d'Albanie en 2021-2022 - FK Partizani Tirana (4.250) 3e d'Albanie en 2021-2022 - Crusaders FC (3.250) Vainqueur de la Coupe d'Irlande du Nord 2021-2022 - Cliftonville FC (2.000) 2e d'Irlande du Nord en 2021-2022 - Larne FC (2.000) Vainqueur des barrages d'Irlande du Nord en 2021-2022 - Saburtalo Tbilissi (3.000) Vainqueur de la Coupe de Géorgie 2021 - Dinamo Tbilissi (6.500) 2e de Géorgie en 2021 - Dila Gori (1.400) 3e de Géorgie en 2021 | - Dinamo Minsk (5.000) 3e de Biélorussie en 2021 - Pogoń Szczecin (3.175) 3e de Pologne en 2021-2022 - Lechia Gdańsk (3.175) 4e de Pologne en 2021-2022 - NK Olimpija Ljubljana (7.750) 3e de Slovénie en 2021-2022 - NŠ Mura (5.500) 4e de Slovénie en 2021-2022 - MFK Ružomberok (3.125) 2e de Slovaquie en 2021-2022 - DAC Dunajská Streda (6.500) Vainqueur des barrages de Slovaquie en 2021-2022 - Kauno Žalgiris (3.500) 3e de Lituanie en 2021 - FK Panevėžys (2.000) 4e de Lituanie en 2021 - FC Differdange 03 (1.750) 2e du Luxembourg en 2021-2022 - CS Fola Esch (7.500) 3e du Luxembourg en 2021-2022 - FK Tuzla City (1.825) 2e de Bosnie-Herzégovine en 2021-2022 - FK Borac Banja Luka (3.000) 3e de Bosnie-Herzégovine en 2021-2022 - Sligo Rovers (1.625) 3e d'Irlande en 2021 - Derry City FC (2.250) 4e d'Irlande en 2021 - FK Akademija Pandev (1.400) 2e de Macédoine du Nord en 2021-2022 - FK Shkëndija (9.000) 3e de Macédoine du Nord en 2021-2022 - Alashkert FC (8.000) 3e d'Arménie en 2021-2022 - Ararat Erevan (1.625) 4e d'Arménie en 2021-2022 - FK Liepāja (4.500) 3e de Lettonie en 2021 - Riga FC (8.000) 4e de Lettonie en 2021 - KF Laç (6.000) 2e d'Albanie en 2021-2022 - FK Partizani Tirana (4.250) 3e d'Albanie en 2021-2022 - Crusaders FC (3.250) Vainqueur de la Coupe d'Irlande du Nord 2021-2022 - Cliftonville FC (2.000) 2e d'Irlande du Nord en 2021-2022 - Larne FC (2.000) Vainqueur des barrages d'Irlande du Nord en 2021-2022 - Saburtalo Tbilissi (3.000) Vainqueur de la Coupe de Géorgie 2021 - Dinamo Tbilissi (6.500) 2e de Géorgie en 2021 - Dila Gori (1.400) 3e de Géorgie en 2021 | - KuPS (7.500) Vainqueur de la Coupe de Finlande 2021 - SJK Seinäjoki (1.775) 3e de Finlande en 2021 - Inter Turku (3.000) 4e de Finlande en 2021 - CS Petrocub Hîncești (4.500) 2e de Moldavie en 2021-2022 - FC Milsami Orhei (3.750) 3e de Moldavie en 2021-2022 - FC Sfîntul Gheorghe (2.250) 4e de Moldavie en 2021-2022 - Floriana FC (2.250) Vainqueur de la Coupe de Malte 2021-2022 - Hamrun Spartans FC (1.400) 3e de Malte en 2021-2022 - Gzira United (4.000) 4e de Malte en 2021-2022 - B36 Tórshavn (4.750) Vainqueur de la Coupe des îles Féroé 2021 - HB Tórshavn (4.000) 2e des îles Féroé en 2021 - Víkingur Gøta (2.500) 3e des îles Féroé en 2021 - KF Llapi Podujeve (1.633) Vainqueur de la Coupe du Kosovo 2021-2022 - KF Drita (5.000) 2e du Kosovo en 2021-2022 - KF Gjilan (1.633) 3e du Kosovo en 2021-2022 - Europa FC (4.500) 2e de Gibraltar en 2021-2022 - Saint Joseph's FC (3.250) 3e de Gibraltar en 2021-2022 - Bruno's Magpies (1.083) 4e de Gibraltar en 2021-2022 - FK Budućnost Podgorica (7.000) Vainqueur de la Coupe du Monténégro 2021-2022 - FK Dečić Tuzi (1.000) 3e du Monténégro en 2021-2022 - FK Iskra Danilovgrad (1.000) 4e du Monténégro en 2021-2022 - Bala Town FC (3.250) 2e du pays de Galles en 2021-2022 - Newtown AFC (1.100) 3e du pays de Galles en 2021-2022 - Breiðablik Kópavogur (4.000) 2e d'Islande en 2021 - KR Reykjavik (3.000) 3e d'Islande en 2021 - Paide Linnameeskond (2.000) Vainqueur de la Coupe d'Estonie 2021-2022 - Flora Tallinn (9.750) 2e d'Estonie en 2021 - UE Santa Coloma (0.933) 2e d'Andorre en 2021-2022 - Atlètic Club d'Escaldes (0.933) Vainqueur de la Coupe d'Andorre 2021-2022 - SP Tre Fiori (3.000) Vainqueur de la Coupe de Saint-Marin 2021-2022 - SP Tre Penne (3.250) 2e de Saint-Marin en 2021-2022 | - KuPS (7.500) Vainqueur de la Coupe de Finlande 2021 - SJK Seinäjoki (1.775) 3e de Finlande en 2021 - Inter Turku (3.000) 4e de Finlande en 2021 - CS Petrocub Hîncești (4.500) 2e de Moldavie en 2021-2022 - FC Milsami Orhei (3.750) 3e de Moldavie en 2021-2022 - FC Sfîntul Gheorghe (2.250) 4e de Moldavie en 2021-2022 - Floriana FC (2.250) Vainqueur de la Coupe de Malte 2021-2022 - Hamrun Spartans FC (1.400) 3e de Malte en 2021-2022 - Gzira United (4.000) 4e de Malte en 2021-2022 - B36 Tórshavn (4.750) Vainqueur de la Coupe des îles Féroé 2021 - HB Tórshavn (4.000) 2e des îles Féroé en 2021 - Víkingur Gøta (2.500) 3e des îles Féroé en 2021 - KF Llapi Podujeve (1.633) Vainqueur de la Coupe du Kosovo 2021-2022 - KF Drita (5.000) 2e du Kosovo en 2021-2022 - KF Gjilan (1.633) 3e du Kosovo en 2021-2022 - Europa FC (4.500) 2e de Gibraltar en 2021-2022 - Saint Joseph's FC (3.250) 3e de Gibraltar en 2021-2022 - Bruno's Magpies (1.083) 4e de Gibraltar en 2021-2022 - FK Budućnost Podgorica (7.000) Vainqueur de la Coupe du Monténégro 2021-2022 - FK Dečić Tuzi (1.000) 3e du Monténégro en 2021-2022 - FK Iskra Danilovgrad (1.000) 4e du Monténégro en 2021-2022 - Bala Town FC (3.250) 2e du pays de Galles en 2021-2022 - Newtown AFC (1.100) 3e du pays de Galles en 2021-2022 - Breiðablik Kópavogur (4.000) 2e d'Islande en 2021 - KR Reykjavik (3.000) 3e d'Islande en 2021 - Paide Linnameeskond (2.000) Vainqueur de la Coupe d'Estonie 2021-2022 - Flora Tallinn (9.750) 2e d'Estonie en 2021 - UE Santa Coloma (0.933) 2e d'Andorre en 2021-2022 - Atlètic Club d'Escaldes (0.933) Vainqueur de la Coupe d'Andorre 2021-2022 - SP Tre Fiori (3.000) Vainqueur de la Coupe de Saint-Marin 2021-2022 - SP Tre Penne (3.250) 2e de Saint-Marin en 2021-2022 | - KuPS (7.500) Vainqueur de la Coupe de Finlande 2021 - SJK Seinäjoki (1.775) 3e de Finlande en 2021 - Inter Turku (3.000) 4e de Finlande en 2021 - CS Petrocub Hîncești (4.500) 2e de Moldavie en 2021-2022 - FC Milsami Orhei (3.750) 3e de Moldavie en 2021-2022 - FC Sfîntul Gheorghe (2.250) 4e de Moldavie en 2021-2022 - Floriana FC (2.250) Vainqueur de la Coupe de Malte 2021-2022 - Hamrun Spartans FC (1.400) 3e de Malte en 2021-2022 - Gzira United (4.000) 4e de Malte en 2021-2022 - B36 Tórshavn (4.750) Vainqueur de la Coupe des îles Féroé 2021 - HB Tórshavn (4.000) 2e des îles Féroé en 2021 - Víkingur Gøta (2.500) 3e des îles Féroé en 2021 - KF Llapi Podujeve (1.633) Vainqueur de la Coupe du Kosovo 2021-2022 - KF Drita (5.000) 2e du Kosovo en 2021-2022 - KF Gjilan (1.633) 3e du Kosovo en 2021-2022 - Europa FC (4.500) 2e de Gibraltar en 2021-2022 - Saint Joseph's FC (3.250) 3e de Gibraltar en 2021-2022 - Bruno's Magpies (1.083) 4e de Gibraltar en 2021-2022 - FK Budućnost Podgorica (7.000) Vainqueur de la Coupe du Monténégro 2021-2022 - FK Dečić Tuzi (1.000) 3e du Monténégro en 2021-2022 - FK Iskra Danilovgrad (1.000) 4e du Monténégro en 2021-2022 - Bala Town FC (3.250) 2e du pays de Galles en 2021-2022 - Newtown AFC (1.100) 3e du pays de Galles en 2021-2022 - Breiðablik Kópavogur (4.000) 2e d'Islande en 2021 - KR Reykjavik (3.000) 3e d'Islande en 2021 - Paide Linnameeskond (2.000) Vainqueur de la Coupe d'Estonie 2021-2022 - Flora Tallinn (9.750) 2e d'Estonie en 2021 - UE Santa Coloma (0.933) 2e d'Andorre en 2021-2022 - Atlètic Club d'Escaldes (0.933) Vainqueur de la Coupe d'Andorre 2021-2022 - SP Tre Fiori (3.000) Vainqueur de la Coupe de Saint-Marin 2021-2022 - SP Tre Penne (3.250) 2e de Saint-Marin en 2021-2022 | - KuPS (7.500) Vainqueur de la Coupe de Finlande 2021 - SJK Seinäjoki (1.775) 3e de Finlande en 2021 - Inter Turku (3.000) 4e de Finlande en 2021 - CS Petrocub Hîncești (4.500) 2e de Moldavie en 2021-2022 - FC Milsami Orhei (3.750) 3e de Moldavie en 2021-2022 - FC Sfîntul Gheorghe (2.250) 4e de Moldavie en 2021-2022 - Floriana FC (2.250) Vainqueur de la Coupe de Malte 2021-2022 - Hamrun Spartans FC (1.400) 3e de Malte en 2021-2022 - Gzira United (4.000) 4e de Malte en 2021-2022 - B36 Tórshavn (4.750) Vainqueur de la Coupe des îles Féroé 2021 - HB Tórshavn (4.000) 2e des îles Féroé en 2021 - Víkingur Gøta (2.500) 3e des îles Féroé en 2021 - KF Llapi Podujeve (1.633) Vainqueur de la Coupe du Kosovo 2021-2022 - KF Drita (5.000) 2e du Kosovo en 2021-2022 - KF Gjilan (1.633) 3e du Kosovo en 2021-2022 - Europa FC (4.500) 2e de Gibraltar en 2021-2022 - Saint Joseph's FC (3.250) 3e de Gibraltar en 2021-2022 - Bruno's Magpies (1.083) 4e de Gibraltar en 2021-2022 - FK Budućnost Podgorica (7.000) Vainqueur de la Coupe du Monténégro 2021-2022 - FK Dečić Tuzi (1.000) 3e du Monténégro en 2021-2022 - FK Iskra Danilovgrad (1.000) 4e du Monténégro en 2021-2022 - Bala Town FC (3.250) 2e du pays de Galles en 2021-2022 - Newtown AFC (1.100) 3e du pays de Galles en 2021-2022 - Breiðablik Kópavogur (4.000) 2e d'Islande en 2021 - KR Reykjavik (3.000) 3e d'Islande en 2021 - Paide Linnameeskond (2.000) Vainqueur de la Coupe d'Estonie 2021-2022 - Flora Tallinn (9.750) 2e d'Estonie en 2021 - UE Santa Coloma (0.933) 2e d'Andorre en 2021-2022 - Atlètic Club d'Escaldes (0.933) Vainqueur de la Coupe d'Andorre 2021-2022 - SP Tre Fiori (3.000) Vainqueur de la Coupe de Saint-Marin 2021-2022 - SP Tre Penne (3.250) 2e de Saint-Marin en 2021-2022 | - KuPS (7.500) Vainqueur de la Coupe de Finlande 2021 - SJK Seinäjoki (1.775) 3e de Finlande en 2021 - Inter Turku (3.000) 4e de Finlande en 2021 - CS Petrocub Hîncești (4.500) 2e de Moldavie en 2021-2022 - FC Milsami Orhei (3.750) 3e de Moldavie en 2021-2022 - FC Sfîntul Gheorghe (2.250) 4e de Moldavie en 2021-2022 - Floriana FC (2.250) Vainqueur de la Coupe de Malte 2021-2022 - Hamrun Spartans FC (1.400) 3e de Malte en 2021-2022 - Gzira United (4.000) 4e de Malte en 2021-2022 - B36 Tórshavn (4.750) Vainqueur de la Coupe des îles Féroé 2021 - HB Tórshavn (4.000) 2e des îles Féroé en 2021 - Víkingur Gøta (2.500) 3e des îles Féroé en 2021 - KF Llapi Podujeve (1.633) Vainqueur de la Coupe du Kosovo 2021-2022 - KF Drita (5.000) 2e du Kosovo en 2021-2022 - KF Gjilan (1.633) 3e du Kosovo en 2021-2022 - Europa FC (4.500) 2e de Gibraltar en 2021-2022 - Saint Joseph's FC (3.250) 3e de Gibraltar en 2021-2022 - Bruno's Magpies (1.083) 4e de Gibraltar en 2021-2022 - FK Budućnost Podgorica (7.000) Vainqueur de la Coupe du Monténégro 2021-2022 - FK Dečić Tuzi (1.000) 3e du Monténégro en 2021-2022 - FK Iskra Danilovgrad (1.000) 4e du Monténégro en 2021-2022 - Bala Town FC (3.250) 2e du pays de Galles en 2021-2022 - Newtown AFC (1.100) 3e du pays de Galles en 2021-2022 - Breiðablik Kópavogur (4.000) 2e d'Islande en 2021 - KR Reykjavik (3.000) 3e d'Islande en 2021 - Paide Linnameeskond (2.000) Vainqueur de la Coupe d'Estonie 2021-2022 - Flora Tallinn (9.750) 2e d'Estonie en 2021 - UE Santa Coloma (0.933) 2e d'Andorre en 2021-2022 - Atlètic Club d'Escaldes (0.933) Vainqueur de la Coupe d'Andorre 2021-2022 - SP Tre Fiori (3.000) Vainqueur de la Coupe de Saint-Marin 2021-2022 - SP Tre Penne (3.250) 2e de Saint-Marin en 2021-2022 | - KuPS (7.500) Vainqueur de la Coupe de Finlande 2021 - SJK Seinäjoki (1.775) 3e de Finlande en 2021 - Inter Turku (3.000) 4e de Finlande en 2021 - CS Petrocub Hîncești (4.500) 2e de Moldavie en 2021-2022 - FC Milsami Orhei (3.750) 3e de Moldavie en 2021-2022 - FC Sfîntul Gheorghe (2.250) 4e de Moldavie en 2021-2022 - Floriana FC (2.250) Vainqueur de la Coupe de Malte 2021-2022 - Hamrun Spartans FC (1.400) 3e de Malte en 2021-2022 - Gzira United (4.000) 4e de Malte en 2021-2022 - B36 Tórshavn (4.750) Vainqueur de la Coupe des îles Féroé 2021 - HB Tórshavn (4.000) 2e des îles Féroé en 2021 - Víkingur Gøta (2.500) 3e des îles Féroé en 2021 - KF Llapi Podujeve (1.633) Vainqueur de la Coupe du Kosovo 2021-2022 - KF Drita (5.000) 2e du Kosovo en 2021-2022 - KF Gjilan (1.633) 3e du Kosovo en 2021-2022 - Europa FC (4.500) 2e de Gibraltar en 2021-2022 - Saint Joseph's FC (3.250) 3e de Gibraltar en 2021-2022 - Bruno's Magpies (1.083) 4e de Gibraltar en 2021-2022 - FK Budućnost Podgorica (7.000) Vainqueur de la Coupe du Monténégro 2021-2022 - FK Dečić Tuzi (1.000) 3e du Monténégro en 2021-2022 - FK Iskra Danilovgrad (1.000) 4e du Monténégro en 2021-2022 - Bala Town FC (3.250) 2e du pays de Galles en 2021-2022 - Newtown AFC (1.100) 3e du pays de Galles en 2021-2022 - Breiðablik Kópavogur (4.000) 2e d'Islande en 2021 - KR Reykjavik (3.000) 3e d'Islande en 2021 - Paide Linnameeskond (2.000) Vainqueur de la Coupe d'Estonie 2021-2022 - Flora Tallinn (9.750) 2e d'Estonie en 2021 - UE Santa Coloma (0.933) 2e d'Andorre en 2021-2022 - Atlètic Club d'Escaldes (0.933) Vainqueur de la Coupe d'Andorre 2021-2022 - SP Tre Fiori (3.000) Vainqueur de la Coupe de Saint-Marin 2021-2022 - SP Tre Penne (3.250) 2e de Saint-Marin en 2021-2022 | - KuPS (7.500) Vainqueur de la Coupe de Finlande 2021 - SJK Seinäjoki (1.775) 3e de Finlande en 2021 - Inter Turku (3.000) 4e de Finlande en 2021 - CS Petrocub Hîncești (4.500) 2e de Moldavie en 2021-2022 - FC Milsami Orhei (3.750) 3e de Moldavie en 2021-2022 - FC Sfîntul Gheorghe (2.250) 4e de Moldavie en 2021-2022 - Floriana FC (2.250) Vainqueur de la Coupe de Malte 2021-2022 - Hamrun Spartans FC (1.400) 3e de Malte en 2021-2022 - Gzira United (4.000) 4e de Malte en 2021-2022 - B36 Tórshavn (4.750) Vainqueur de la Coupe des îles Féroé 2021 - HB Tórshavn (4.000) 2e des îles Féroé en 2021 - Víkingur Gøta (2.500) 3e des îles Féroé en 2021 - KF Llapi Podujeve (1.633) Vainqueur de la Coupe du Kosovo 2021-2022 - KF Drita (5.000) 2e du Kosovo en 2021-2022 - KF Gjilan (1.633) 3e du Kosovo en 2021-2022 - Europa FC (4.500) 2e de Gibraltar en 2021-2022 - Saint Joseph's FC (3.250) 3e de Gibraltar en 2021-2022 - Bruno's Magpies (1.083) 4e de Gibraltar en 2021-2022 - FK Budućnost Podgorica (7.000) Vainqueur de la Coupe du Monténégro 2021-2022 - FK Dečić Tuzi (1.000) 3e du Monténégro en 2021-2022 - FK Iskra Danilovgrad (1.000) 4e du Monténégro en 2021-2022 - Bala Town FC (3.250) 2e du pays de Galles en 2021-2022 - Newtown AFC (1.100) 3e du pays de Galles en 2021-2022 - Breiðablik Kópavogur (4.000) 2e d'Islande en 2021 - KR Reykjavik (3.000) 3e d'Islande en 2021 - Paide Linnameeskond (2.000) Vainqueur de la Coupe d'Estonie 2021-2022 - Flora Tallinn (9.750) 2e d'Estonie en 2021 - UE Santa Coloma (0.933) 2e d'Andorre en 2021-2022 - Atlètic Club d'Escaldes (0.933) Vainqueur de la Coupe d'Andorre 2021-2022 - SP Tre Fiori (3.000) Vainqueur de la Coupe de Saint-Marin 2021-2022 - SP Tre Penne (3.250) 2e de Saint-Marin en 2021-2022 | - KuPS (7.500) Vainqueur de la Coupe de Finlande 2021 - SJK Seinäjoki (1.775) 3e de Finlande en 2021 - Inter Turku (3.000) 4e de Finlande en 2021 - CS Petrocub Hîncești (4.500) 2e de Moldavie en 2021-2022 - FC Milsami Orhei (3.750) 3e de Moldavie en 2021-2022 - FC Sfîntul Gheorghe (2.250) 4e de Moldavie en 2021-2022 - Floriana FC (2.250) Vainqueur de la Coupe de Malte 2021-2022 - Hamrun Spartans FC (1.400) 3e de Malte en 2021-2022 - Gzira United (4.000) 4e de Malte en 2021-2022 - B36 Tórshavn (4.750) Vainqueur de la Coupe des îles Féroé 2021 - HB Tórshavn (4.000) 2e des îles Féroé en 2021 - Víkingur Gøta (2.500) 3e des îles Féroé en 2021 - KF Llapi Podujeve (1.633) Vainqueur de la Coupe du Kosovo 2021-2022 - KF Drita (5.000) 2e du Kosovo en 2021-2022 - KF Gjilan (1.633) 3e du Kosovo en 2021-2022 - Europa FC (4.500) 2e de Gibraltar en 2021-2022 - Saint Joseph's FC (3.250) 3e de Gibraltar en 2021-2022 - Bruno's Magpies (1.083) 4e de Gibraltar en 2021-2022 - FK Budućnost Podgorica (7.000) Vainqueur de la Coupe du Monténégro 2021-2022 - FK Dečić Tuzi (1.000) 3e du Monténégro en 2021-2022 - FK Iskra Danilovgrad (1.000) 4e du Monténégro en 2021-2022 - Bala Town FC (3.250) 2e du pays de Galles en 2021-2022 - Newtown AFC (1.100) 3e du pays de Galles en 2021-2022 - Breiðablik Kópavogur (4.000) 2e d'Islande en 2021 - KR Reykjavik (3.000) 3e d'Islande en 2021 - Paide Linnameeskond (2.000) Vainqueur de la Coupe d'Estonie 2021-2022 - Flora Tallinn (9.750) 2e d'Estonie en 2021 - UE Santa Coloma (0.933) 2e d'Andorre en 2021-2022 - Atlètic Club d'Escaldes (0.933) Vainqueur de la Coupe d'Andorre 2021-2022 - SP Tre Fiori (3.000) Vainqueur de la Coupe de Saint-Marin 2021-2022 - SP Tre Penne (3.250) 2e de Saint-Marin en 2021-2022 |

## Calendrier
La phase de groupes habituellement étalée de septembre à décembre voit son calendrier compressé sur deux mois en raison de la Coupe du monde de football 2022 en décembre.
| Nom                                                                                           | Tirage au sort         | Date aller                         | Date retour                      | Équipes participantes                    |
| --------------------------------------------------------------------------------------------- | ---------------------- | ---------------------------------- | -------------------------------- | ---------------------------------------- |
| Tours de qualification (2022)                                                                 |                        |                                    |                                  |                                          |
| Premier tour de qualification                                                                 | 14 juin à Nyon         | 7 juillet                          | 14 juillet                       | 60                                       |
| Deuxième tour de qualification                                                                | 15 juin à Nyon         | 21 juillet                         | 28 juillet                       | 106 (60 + 30 + 16)                       |
| Troisième tour de qualification                                                               | 18 juillet à Nyon      | 4 août                             | 11 août                          | 64 (45 + 9 + 8 + 2)                      |
| Barrages                                                                                      | 2 août à Nyon          | 18 août                            | 25 août                          | 44 (10 + 27 + 7)                         |
| Phase de groupes (2022)                                                                       |                        |                                    |                                  |                                          |
| Journées 1 et 6 Journées 2 et 5 Journées 3 et 4                                               | 26 août à Istanbul     | 8 septembre 15 septembre 6 octobre | 3 novembre 27 octobre 13 octobre | 32 (22 + 10)                             |
| Phase finale (2023)                                                                           |                        |                                    |                                  |                                          |
| Barrages de la phase à élimination directe                                                    | 7 novembre 2022 à Nyon | 16 février                         | 23 février                       | 16 (8 deuxièmes de groupes + 8 reversés) |
| Huitièmes de finale                                                                           | 24 février à Nyon      | 9 mars                             | 16 mars                          | 16 (8 vainqueurs de groupe +8 )          |
| Quarts de finale                                                                              | 17 mars à Nyon         | 13 avril                           | 20 avril                         | 8                                        |
| Demi-finale                                                                                   | 17 mars à Nyon         | 11 mai                             | 18 mai                           | 4                                        |
| Finale                                                                                        | 17 mars à Nyon         | mercredi 7 juin 2023 à Prague      | mercredi 7 juin 2023 à Prague    | 2                                        |
| en italique : clubs repêchés de la Ligue des champions et de la Ligue Europa lors de ce tour. |                        |                                    |                                  |                                          |

## Phase qualificative
Pour les tirages au sort de la phase qualificative, les clubs d'une même association ne peuvent pas se rencontrer.

### Premier tour de qualification
Ce tour ne concerne que des équipes des associations classées entre la 29e et la 55e place au classement UEFA, pour un total de soixante équipes. Les 30 vainqueurs de ce tour se qualifient pour le deuxième tour de qualification.
Les matchs aller ont lieu le 7 juillet et les matchs retour le 14 juillet.
| Groupe 1       | Groupe 1               | Groupe 1       | Groupe 1           | Groupe 1                | Groupe 1           | Groupe 2       | Groupe 2             | Groupe 2       | Groupe 2           | Groupe 2             | Groupe 2           |
| Têtes de série | Têtes de série         | Têtes de série | Non têtes de série | Non têtes de série      | Non têtes de série | Têtes de série | Têtes de série       | Têtes de série | Non têtes de série | Non têtes de série   | Non têtes de série |
| -------------- | ---------------------- | -------------- | ------------------ | ----------------------- | ------------------ | -------------- | -------------------- | -------------- | ------------------ | -------------------- | ------------------ |
| 1              | Dinamo Tbilissi        | 6.500          | 6                  | Inter Turku             | 3.000              | 1              | KuPS                 | 7.500          | 6                  | FC Sfîntul Gheorghe  | 2.250              |
| 2              | Alashkert FC           | 8.000          | 7                  | FK Panevėžys            | 2.000              | 2              | KF Laçi              | 6.000          | 7                  | MFK Ružomberok       | 3.125              |
| 3              | KF Drita               | 5.000          | 8                  | Paide Linnameeskond     | 2.000              | 3              | NŠ Mura              | 5.500          | 8                  | Dila Gori            | 1.400              |
| 4              | Lechia Gdańsk          | 3.175          | 9                  | FK Akademija Pandev     | 1.400              | 4              | FK Liepāja           | 4.500          | 9                  | KF Gjilan            | 1.633              |
| 5              | FC Milsami Orhei       | 3.750          | 10                 | Hamrun Spartans FC      | 1.400              | 5              | Kauno Žalgiris       | 3.500          | 10                 | FK Iskra Danilovgrad | 1.000              |
| Groupe 3       | Groupe 3               | Groupe 3       | Groupe 3           | Groupe 3                | Groupe 3           | Groupe 4       | Groupe 4             | Groupe 4       | Groupe 4           | Groupe 4             | Groupe 4           |
| Têtes de série | Têtes de série         | Têtes de série | Non têtes de série | Non têtes de série      | Non têtes de série | Têtes de série | Têtes de série       | Têtes de série | Non têtes de série | Non têtes de série   | Non têtes de série |
| 1              | NK Olimpija Ljubljana  | 7.750          | 6                  | FK Borac Banja Luka     | 3.000              | 1              | Bala Town FC         | 3.250          | 6                  | Víkingur Gøta        | 2.500              |
| 2              | FK Budućnost Podgorica | 7.000          | 7                  | Larne FC                | 2.000              | 2              | Breiðablik Kópavogur | 4.000          | 7                  | SP Tre Fiori         | 3.000              |
| 3              | B36 Tórshavn           | 4.750          | 8                  | FC Differdange 03       | 1.750              | 3              | Europa FC            | 4.500          | 8                  | Sligo Rovers         | 1.625              |
| 4              | Gzira United           | 4.000          | 9                  | Atlètic Club d'Escaldes | 0.933              | 4              | DAC Dunajská Streda  | 6.500          | 9                  | Cliftonville FC      | 2.000              |
| 5              | Saint Joseph's FC      | 3.250          | 10                 | KF Llapi Podujeve       | 1.633              | 5              | CS Fola Esch         | 7.500          | 10                 | UE Santa Coloma      | 0.933              |
| Groupe 5       | Groupe 5               | Groupe 5       | Groupe 5           | Groupe 5                | Groupe 5           | Groupe 6       | Groupe 6             | Groupe 6       | Groupe 6           | Groupe 6             | Groupe 6           |
| Têtes de série | Têtes de série         | Têtes de série | Non têtes de série | Non têtes de série      | Non têtes de série | Têtes de série | Têtes de série       | Têtes de série | Non têtes de série | Non têtes de série   | Non têtes de série |
| 1              | FK Shkëndija           | 9.000          | 6                  | Saburtalo Tbilissi      | 3.000              | 1              | Flora Tallinn        | 9.750          | 6                  | Bruno's Magpies      | 1.083              |
| 2              | Dinamo Minsk           | 5.000          | 7                  | Floriana FC             | 2.250              | 2              | Pogoń Szczecin       | 3.175          | 7                  | Derry City FC        | 2.250              |
| 3              | FK Partizani Tirana    | 4.250          | 8                  | Ararat Erevan           | 1.625              | 3              | Crusaders FC         | 3.250          | 8                  | SJK Seinäjoki        | 1.775              |
| 4              | SP Tre Penne           | 3.250          | 9                  | FK Tuzla City           | 1.825              | 4              | HB Tórshavn          | 4.000          | 9                  | Newtown AFC          | 1.100              |
| 5              | CS Petrocub Hîncești   | 4.500          | 10                 | FK Dečić Tuzi           | 1.000              | 5              | Riga FC              | 8.000          | 10                 | KR Reykjavik         | 3.000              |

| Équipe                 | Aller | Total             | Retour   | Équipe                  |
| ---------------------- | ----- | ----------------- | -------- | ----------------------- |
| Alashkert FC           | 1 - 0 | 2 - 4             | 1 - 4    | Hamrun Spartans FC      |
| KF Laç                 | 0 - 0 | 1 - 0             | 1 - 0    | FK Iskra Danilovgrad    |
| FK Budućnost Podgorica | 2 - 0 | 4 - 2             | 2 - 2    | KF Llapi Podujeve       |
| UE Santa Coloma        | 0 - 1 | 1 - 5             | 1 - 4    | Breiðablik Kópavogur    |
| Dinamo Minsk           | 1 - 1 | 3 - 2             | 2 - 1    | FK Dečić Tuzi           |
| Pogoń Szczecin         | 4 - 1 | 4 - 2             | 0 - 1    | KR Reykjavik            |
| Lechia Gdańsk          | 4 - 1 | 6 - 2             | 2 - 1    | FK Akademija Pandev     |
| KF Gjilan              | 1 - 0 | 2 - 3             | 1 - 3    | FK Liepāja              |
| Gzira United           | 1 - 1 | 2 - 1             | 1 - 0 ap | Atlètic Club d'Escaldes |
| DAC Dunajská Streda    | 2 - 1 | 5 - 1             | 3 - 0    | Cliftonville FC         |
| SP Tre Penne           | 0 - 2 | 0 - 8             | 0 - 6    | FK Tuzla City           |
| HB Tórshavn            | 1 - 0 | 2 - 2 (2 - 4 tab) | 1 - 2 ap | Newtown AFC             |
| Inter Turku            | 1 - 0 | 1 - 3             | 0 - 3    | KF Drita                |
| FC Sfîntul Gheorghe    | 1 - 2 | 2 - 4             | 1 - 2    | NŠ Mura                 |
| FK Borac Banja Luka    | 2 - 0 | 3 - 3 (3 - 4 tab) | 1 - 3 ap | B36 Tórshavn            |
| Víkingur Gøta          | 1 - 0 | 3 - 1             | 2 - 1    | Europa FC               |
| Saburtalo Tbilissi     | 0 - 1 | 1 - 1 (5 - 4 tab) | 1 - 0 ap | FK Partizani Tirana     |
| Bruno's Magpies        | 2 - 1 | 3 - 4             | 1 - 3    | Crusaders FC            |
| Dinamo Tbilissi        | 2 - 3 | 4 - 4 (5 - 6 tab) | 2 - 1 ap | Paide Linnameeskond     |
| KuPS                   | 2 - 0 | 2 - 0             | 0 - 0    | Dila Gori               |
| NK Olimpija Ljubljana  | 1 - 1 | 3 - 2             | 2 - 1 ap | FC Differdange 03       |
| Bala Town FC           | 1 - 2 | 2 - 2 (3 - 4 tab) | 1 - 0 ap | Sligo Rovers            |
| FK Shkëndija           | 2 - 0 | 4 - 2             | 2 - 2    | Ararat Erevan           |
| Flora Tallinn          | 1 - 0 | 3 - 4             | 2 - 4 ap | SJK Seinäjoki           |
| FK Panevėžys           | 0 - 0 | 0 - 2             | 0 - 2    | FC Milsami Orhei        |
| MFK Ružomberok         | 2 - 0 | 2 - 0             | 0 - 0    | Kauno Žalgiris          |
| Saint Joseph's FC      | 0 - 0 | 1 - 0             | 1 - 0    | Larne FC                |
| CS Fola Esch           | 0 - 1 | 1 - 4             | 1 - 3    | SP Tre Fiori            |
| Floriana FC            | 0 - 0 | 0 - 1             | 0 - 1    | CS Petrocub Hîncești    |
| Derry City FC          | 0 - 2 | 0 - 4             | 0 - 2    | Riga FC                 |

### Deuxième tour de qualification
Dès ce tour, la phase qualificative se divise en deux voies distinctes : la voie des Champions, réservée aux champions nationaux, et la voie principale.
- Les participants à la voie des Champions sont les 16 champions perdants du tour préliminaire (3) et du premier tour de qualification (13) de la Ligue des champions (2 clubs sont qualifiés directement pour le 3e tour).
- La voie principale se compose de 60 équipes provenant des associations classées entre la 6e et la 28e place au classement UEFA, auxquels s'ajoutent les 30 vainqueurs du premier tour.

Les deux voies forment donc un total de 106 équipes. Les vainqueurs de ce tour se qualifient pour le troisième tour de qualification.
Les matchs aller ont lieu le 21 juillet, les matchs retour prennent place le 28 juillet.
| Groupe 1       | Groupe 1                 | Groupe 1       | Groupe 1           | Groupe 1                  | Groupe 1           | Groupe 2       | Groupe 2                | Groupe 2       | Groupe 2           | Groupe 2                | Groupe 2           |
| Têtes de série | Têtes de série           | Têtes de série | Non têtes de série | Non têtes de série        | Non têtes de série | Têtes de série | Têtes de série          | Têtes de série | Non têtes de série | Non têtes de série      | Non têtes de série |
| -------------- | ------------------------ | -------------- | ------------------ | ------------------------- | ------------------ | -------------- | ----------------------- | -------------- | ------------------ | ----------------------- | ------------------ |
| 1              | APOEL Nicosie            | 18.000         | 6                  | Maccabi Netanya           | 4.875              | 1              | FCSB                    | 17.500         | 6                  | Dinamo Minsk †          | 5.000              |
| 2              | İstanbul Başakşehir FK   | 25.000         | 7                  | Gzira United †            | 4.000              | 2              | Hapoël Beer-Sheva       | 14.000         | 7                  | Aris Limassol           | 5.275              |
| 3              | MOL Fehérvár FC          | 11.500         | 8                  | Botev Plovdiv             | 3.900              | 3              | CSKA Sofia              | 10.500         | 8                  | Saburtalo Tbilissi †    | 4.250              |
| 4              | Aris Salonique           | 5.640          | 9                  | FK Qabala                 | 3.500              | 4              | Hamrun Spartans FC †    | 8.000          | 9                  | FK Makedonija GP Skopje | 1.400              |
| 5              | FK Radnički Niš          | 6.675          | 10                 | FK Homiel                 | 2.500              | 5              | Neftchi Bakou           | 7.000          | 10                 | FK Velež Mostar         | 2.000              |
| Groupe 3       | Groupe 3                 | Groupe 3       | Groupe 3           | Groupe 3                  | Groupe 3           | Groupe 4       | Groupe 4                | Groupe 4       | Groupe 4           | Groupe 4                | Groupe 4           |
| Têtes de série | Têtes de série           | Têtes de série | Non têtes de série | Non têtes de série        | Non têtes de série | Têtes de série | Têtes de série          | Têtes de série | Non têtes de série | Non têtes de série      | Non têtes de série |
| 1              | Paide Linnameeskond †    | 6.500          | 6                  | Konyaspor                 | 5.420              | 1              | BSC Young Boys          | 37.000         | 6                  | Lillestrøm SK           | 5.450              |
| 2              | BATE Borisov             | 17.500         | 7                  | Zira FK                   | 3.400              | 2              | SJK Seinäjoki †         | 9.750          | 7                  | Sepsi Sfântu Gheorghe   | 3.430              |
| 3              | Kaïrat Almaty            | 8.000          | 8                  | FC Ararat-Armenia         | 5.000              | 3              | Rapid Vienne            | 16.000         | 8                  | FK Liepāja †            | 4.500              |
| 4              | Universitatea Craiova    | 7.500          | 9                  | Kisvárda FC               | 3.275              | 4              | NK Osijek               | 8.000          | 9                  | Lechia Gdańsk †         | 3.175              |
| 5              | Maccabi Tel-Aviv         | 24.500         | 10                 | KF Vllaznia Shkodër       | 1.600              | 5              | NK Olimpija Ljubljana † | 7.750          | 10                 | Kyzyljar Petropavl      | 3.150              |
| Groupe 5       | Groupe 5                 | Groupe 5       | Groupe 5           | Groupe 5                  | Groupe 5           | Groupe 6       | Groupe 6                | Groupe 6       | Groupe 6           | Groupe 6                | Groupe 6           |
| Têtes de série | Têtes de série           | Têtes de série | Non têtes de série | Non têtes de série        | Non têtes de série | Têtes de série | Têtes de série          | Têtes de série | Non têtes de série | Non têtes de série      | Non têtes de série |
| 1              | Slavia Prague            | 52.000         | 6                  | Viborg FF                 | 5.435              | 1              | AZ Alkmaar              | 28.500         | 6                  | IF Elfsborg             | 4.575              |
| 2              | Sūduva Marijampolė       | 10.000         | 7                  | Breiðablik Kópavogur †    | 4.000              | 2              | Molde FK                | 19.000         | 7                  | Víkingur Gøta †         | 4.500              |
| 3              | Spartak Trnava           | 8.500          | 8                  | Saint Joseph's FC †       | 3.250              | 3              | Motherwell FC           | 7.380          | 8                  | FK Tuzla City †         | 3.250              |
| 4              | NŠ Mura †                | 5.500          | 9                  | Newtown AFC †             | 4.000              | 4              | Brøndby IF              | 8.500          | 9                  | Sligo Rovers †          | 3.250              |
| 5              | FK Budućnost Podgorica † | 7.000          | 10                 | St. Patrick's Athletic FC | 1.625              | 5              | DAC Dunajská Streda †   | 6.500          | 10                 | Pogoń Szczecin †        | 3.175              |
| Groupe 7       | Groupe 7                 | Groupe 7       | Groupe 7           | Groupe 7                  | Groupe 7           | Groupe 8       | Groupe 8                | Groupe 8       | Groupe 8           | Groupe 8                | Groupe 8           |
| Têtes de série | Têtes de série           | Têtes de série | Non têtes de série | Non têtes de série        | Non têtes de série | Têtes de série | Têtes de série          | Têtes de série | Non têtes de série | Non têtes de série      | Non têtes de série |
| 1              | Riga FC †                | 8.000          | 6                  | KF Drita†                 | 5.000              | 1              | PAOK Salonique          | 25.000         | 6                  | Djurgårdens IF          | 4.575              |
| 2              | Royal Antwerp            | 14.500         | 7                  | FC Koper                  | 3.000              | 2              | HNK Rijeka              | 15.000         | 7                  | CS Petrocub Hîncești †  | 4.500              |
| 3              | FC Bâle                  | 55.000         | 8                  | MFK Ružomberok †          | 3.500              | 3              | Vitória Guimarães       | 10.676         | 8                  | Levski Sofia            | 3.900              |
| 4              | SP Tre Fiori †           | 7.500          | 9                  | Crusaders FC †            | 3.250              | 4              | FK Čukarički            | 6.675          | 9                  | Puskás Akadémia FC      | 3.275              |
| 5              | FC Vaduz                 | 6.500          | 10                 | B36 Tórshavn †            | 4.750              | 5              | KF Laç †                | 6.000          | 10                 | Racing Luxembourg       | 2.000              |
| Groupe 9       |                          |                |                    |                           |                    |                |                         |                |                    |                         |                    |
| Têtes de série | Têtes de série           | Têtes de série | Non têtes de série | Non têtes de série        | Non têtes de série |                |                         |                |                    |                         |                    |
| 1              | FK Astana                | 20.500         | 6                  | Viking FK                 | 5.450              |                |                         |                |                    |                         |                    |
| 2              | Sparta Prague            | 13.500         | 7                  | AIK Solna                 | 5.000              |                |                         |                |                    |                         |                    |
| 3              | KuPS †                   | 7.500          | 8                  | Raków Częstochowa         | 3.175              |                |                         |                |                    |                         |                    |
| 4              | FK Shkëndija †           | 9.000          | 9                  | FC Milsami Orhei †        | 3.750              |                |                         |                |                    |                         |                    |
| 5              | Vorskla Poltava          | 6.360          | 10                 | Valmiera FC               | 2.000              |                |                         |                |                    |                         |                    |

| Groupe 1             | Groupe 1       | Groupe 1                 | Groupe 1           |
| Têtes de série       | Têtes de série | Non têtes de série       | Non têtes de série |
| -------------------- | -------------- | ------------------------ | ------------------ |
| Víkingur Reykjavik * | 23.500         | SP La Fiorita **         | 4.000              |
| Sutjeska Nikšić *    | 23.000         | -                        | -                  |
| KÍ Klaksvík *        | 17.000         | -                        | -                  |
| The New Saints *     | 8.500          | -                        | -                  |
| KF Ballkani*         | 8.000          | -                        | -                  |
| Groupe 2             |                |                          |                    |
| Têtes de série       | Têtes de série | Non têtes de série       | Non têtes de série |
| Lech Poznań *        | 25.000         | FCI Levadia Tallinn **   | 4.750              |
| HŠK Zrinjski Mostar* | 22.500         | -                        | -                  |
| Dinamo Batoumi *     | 13.000         | -                        | -                  |
| KF Tirana *          | 8.500          | -                        | -                  |
| Hibernians FC *      | 7.000          | -                        | -                  |
| Groupe 3             |                |                          |                    |
| Têtes de série       | Têtes de série | Non têtes de série       | Non têtes de série |
| CFR Cluj *           | 19.500         | Inter Club d'Escaldes ** | 3.000              |
| Tobol Kostanaï *     | 15.500         | -                        | -                  |
| Lincoln Red Imps *   | 7.250          | -                        | -                  |

† : Équipes provenant du premier tour de qualification. Les équipes en italique ont éliminé une équipe avec un coefficient plus important au tour précédent et bénéficient de son coefficient UEFA au moment du tirage.
* : Équipes provenant du premier tour de Ligue des champions. Les équipes en italique ont affronté une équipe avec un coefficient plus important au tour précédent et bénéficient de son coefficient UEFA au moment du tirage.
** : Équipes provenant du tour préliminaire de Ligue des champions. Les équipes en italique ont affronté une équipe avec un coefficient plus important au tour précédent et bénéficient de son coefficient UEFA au moment du tirage.
| Équipe                    | Aller           | Total              | Retour          | Équipe                 |
| Voie principale           | Voie principale | Voie principale    | Voie principale | Voie principale        |
| ------------------------- | --------------- | ------------------ | --------------- | ---------------------- |
| Gzira United              | 2 - 2           | 5 - 5 (3 - 1 tab)  | 3 - 3 ap        | FK Radnički Niš        |
| Aris Salonique            | 5 - 1           | 7 - 2              | 2 - 1           | FK Homiel              |
| Botev Plovdiv             | 0 - 0           | 0 - 2              | 0 - 2           | APOEL Nicosie          |
| MOL Fehérvár FC           | 4 - 1           | 5 - 3              | 1 - 2           | FK Qabala              |
| İstanbul Başakşehir FK    | 1 - 1           | 2 - 1              | 1 - 0           | Maccabi Netanya        |
| Aris Limassol             | 2 - 0           | 2 - 3              | 0 - 3           | Neftchi Bakou          |
| FK Velež Mostar           | 0 - 1           | 0 - 2              | 0 - 1           | Hamrun Spartans FC     |
| Saburtalo Tbilissi        | 1 - 0           | 3 - 4              | 2 - 4           | FCSB                   |
| FK Makedonija GP Skopje   | 0 - 0           | 0 - 4              | 0 - 4           | CSKA Sofia             |
| Hapoël Beer-Sheva         | 2 - 1           | 3 - 1              | 1 - 0           | Dinamo Minsk           |
| Zira FK                   | 0 - 3           | 0 - 3              | 0 - 0           | Maccabi Tel-Aviv       |
| KF Vllaznia Shkodër       | 1 - 1           | 1 - 4              | 0 - 3           | Universitatea Craiova  |
| FC Ararat-Armenia         | 0 - 0           | 0 - 0 (3 - 5 tab)  | 0 - 0 ap        | Paide Linnameeskond    |
| Kaïrat Almaty             | 0 - 1           | 0 - 2              | 0 - 1           | Kisvárda FC            |
| BATE Borisov              | 0 - 3           | 0 - 5              | 0 - 2           | Konyaspor              |
| Sepsi Sfântu Gheorghe     | 3 - 1           | 3 - 3 ( 4 - 2 tab) | 0 - 2 ap        | NK Olimpija Ljubljana  |
| Kyzyljar Petropavl        | 1 - 2           | 3 - 2              | 2 - 0           | NK Osijek              |
| FK Liepāja                | 0 - 1           | 0 - 4              | 0 - 3           | BSC Young Boys         |
| Rapid Vienne              | 0 - 0           | 2 - 1              | 2 - 1           | Lechia Gdańsk          |
| SJK Seinäjoki             | 0 - 1           | 2 - 6              | 2 - 5           | Lillestrøm SK          |
| Breiðablik Kópavogur      | 2 - 0           | 3 - 2              | 1 - 2           | FK Budućnost Podgorica |
| St. Patrick's Athletic FC | 1 - 1           | 1 - 1 (6 - 5 tab)  | 0 - 0 ap        | NŠ Mura                |
| Saint Joseph's FC         | 0 - 4           | 0 - 11             | 0 - 7           | Slavia Prague          |
| Spartak Trnava            | 4 - 1           | 6 - 2              | 2 - 1           | Newtown AFC            |
| Sūduva Marijampolė        | 0 - 1           | 0 - 2              | 0 - 1           | Viborg FF              |
| Víkingur Gøta             | 0 - 2           | 0 - 4              | 0 - 2           | DAC Dunajská Streda    |
| Pogoń Szczecin            | 1 - 1           | 1 - 5              | 0 - 4           | Brøndby IF             |
| AZ Alkmaar                | 1 - 0           | 5 - 0              | 4 - 0           | FK Tuzla City          |
| Motherwell FC             | 0 - 1           | 0 - 3              | 0 - 2           | Sligo Rovers           |
| Molde FK                  | 4 - 1           | 6 - 2              | 2 - 1           | IF Elfsborg            |
| FC Koper                  | 0 - 1           | 1 - 2              | 1 - 1 ap        | FC Vaduz               |
| B36 Tórshavn              | 1 - 0           | 1 - 0              | 0 - 0           | SP Tre Fiori           |
| MFK Ružomberok            | 0 - 3           | 1 - 5              | 1 - 2           | Riga FC                |
| FC Bâle                   | 2 - 0           | 3 - 1              | 1 - 1           | Crusaders FC           |
| Royal Antwerp             | 0 - 0           | 2 - 0              | 2 - 0           | KF Drita               |
| CS Petrocub Hîncești      | 0 - 0           | 4 - 1              | 4 - 1           | KF Laç                 |
| Racing Luxembourg         | 1 - 4           | 1 - 8              | 0 - 4           | FK Čukarički           |
| Levski Sofia              | 2 - 0           | 3 - 1              | 1 - 1           | PAOK Salonique         |
| Vitória Guimarães         | 3 - 0           | 3 - 0              | 0 - 0           | Puskás Akadémia FC     |
| HNK Rijeka                | 1 - 2           | 1 - 4              | 0 - 2           | Djurgårdens IF         |
| Vorskla Poltava           | 3 - 2           | 3 - 4              | 0 - 2ap         | AIK Solna              |
| Valmiera FC               | 1 - 2           | 2 - 5              | 1 - 3           | FK Shkëndija           |
| Raków Częstochowa         | 5 - 0           | 6 - 0              | 1 - 0           | FK Astana              |
| KuPS                      | 2 - 2           | 6 - 3              | 4 - 1           | FC Milsami Orhei       |
| Sparta Prague             | 0 - 0           | 1 - 2              | 1 - 2           | Viking FK              |
| Voie des champions        |                 |                    |                 |                        |
| SP La Fiorita             | 0 - 4           | 0 - 10             | 0 - 6           | KF Ballkani            |
| Víkingur Reykjavik        | 2 - 0           | 2 - 0              | 0 - 0           | The New Saints         |
| Sutjeska Nikšić           | 0 - 0           | 0 - 1              | 0 - 1           | KÍ Klaksvík            |
| Hibernians FC             | 3 - 2           | 4 - 3              | 1 - 1           | FCI Levadia Tallinn    |
| KF Tirana                 | 0 - 1           | 2 - 4              | 2 - 3           | HŠK Zrinjski Mostar    |
| Lech Poznań               | 5 - 0           | 6 - 1              | 1 - 1           | Dinamo Batoumi         |
| CFR Cluj                  | 3 - 0           | 4 - 1              | 1 - 1           | Inter Club d'Escaldes  |
| Tobol Kostanaï            | 2 - 0           | 3 - 0              | 1 - 0           | Lincoln Red Imps       |

### Troisième tour de qualification
• Pour la voie des champions, le tirage au sort a la particularité de ne pas avoir de têtes de série. Cependant pour cette édition, les équipes seront réparties dans 2 groupes distincts qui n'ont rien à voir avec le coefficient UEFA des clubs.
Ce tour voit s'affronter les 8 vainqueurs de la voie des Champions du deuxième tour de qualification ainsi que les 2 perdants tirés au sort du 1er tour de qualification de la Ligue des champions.
• La voie principale voit l'entrée de 9 équipes provenant des associations classées entre la 6e et la 14e place au classement UEFA, auxquels s'ajoutent les 45 vainqueurs de la voie principale du deuxième tour de qualification. Les vainqueurs de ce tour se qualifient pour les barrages de leur voie respective.
Les équipes sont réparties dans 6 groupes différents (3 groupes de huit équipes et 3 groupes de dix équipes) entre têtes de série et non-têtes de série.
Les groupes de tirages ont été publiés la veille du tirage par l'UEFA.
| Groupe 1             | Groupe 1 | Groupe 1              | Groupe 1 |
| -------------------- | -------- | --------------------- | -------- |
| FK RFS               | 4.000    | KÍ Klaksvík †         | 6.250    |
| KF Ballkani †        | 4.000    | Hibernians FC †       | 5.500    |
| Víkingur Reykjavik † | 8.500    | Lech Poznań †         | 6.000    |
| Groupe 2             |          |                       |          |
| Chakhtior Salihorsk  | 6.250    | HŠK Zrinjski Mostar † | 7.000    |
| CFR Cluj †           | 19.500   | Tobol Kostanaï †      | 7.250    |

| Groupe 1       | Groupe 1                 | Groupe 1       | Groupe 1           | Groupe 1                    | Groupe 1           |
| Têtes de série | Têtes de série           | Têtes de série | Non têtes de série | Non têtes de série          | Non têtes de série |
| -------------- | ------------------------ | -------------- | ------------------ | --------------------------- | ------------------ |
| 1              | Raków Częstochowa †      | 20.500         | 5                  | Spartak Trnava †            | 8.500              |
| 2              | İstanbul Başakşehir FK † | 25.000         | 6                  | Breiðablik Kópavogur †      | 7.000              |
| 3              | FK Shkëndija †           | 9.000          | 7                  | Sligo Rovers †              | 7.380              |
| 4              | Viking FK †              | 13.500         | 8                  | AIK Solna†                  | 6.360              |
| Groupe 2       |                          |                |                    |                             |                    |
| Têtes de série | Têtes de série           | Têtes de série | Non têtes de série | Non têtes de série          | Non têtes de série |
| 1              | BSC Young Boys †         | 37.000         | 5                  | KuPS†                       | 7.500              |
| 2              | Vitória Guimarães †      | 10.676         | 6                  | HNK Hajduk Split            | 8.000              |
| 3              | RSC Anderlecht           | 11.000         | 7                  | B36 Tórshavn †              | 4.750              |
| 4              | Viborg FF †              | 10.000         | 8                  | Paide Linnameeskond †       | 5.000              |
| Groupe 3       |                          |                |                    |                             |                    |
| Têtes de série | Têtes de série           | Têtes de série | Non têtes de série | Non têtes de série          | Non têtes de série |
| 1              | FC Bâle †                | 55.000         | 5                  | Brøndby IF †                | 8.500              |
| 2              | AZ Alkmaar †             | 28.500         | 6                  | Dundee United               | 7.380              |
| 3              | Royal Antwerp †          | 14.500         | 7                  | St. Patrick's Athletic FC † | 5.500              |
| 4              | CSKA Sofia †             | 10.500         | 8                  | Lillestrøm SK †             | 5.450              |
| Groupe 4       |                          |                |                    |                             |                    |
| Têtes de série | Têtes de série           | Têtes de série | Non têtes de série | Non têtes de série          | Non têtes de série |
| 1              | Maccabi Tel-Aviv †       | 24.500         | 6                  | Riga FC †                   | 8.000              |
| 2              | APOEL Nicosie †          | 18.000         | 7                  | Kyzyljar Petropavl †        | 8.000              |
| 3              | FCSB †                   | 17.500         | 8                  | DAC Dunajská Streda †       | 6.500              |
| 4              | Gil Vicente              | 10.676         | 9                  | Gzira United †              | 6.675              |
| 5              | Wolfsberger AC           | 11.000         | 10                 | Aris Salonique †            | 5.640              |
| Groupe 5       |                          |                |                    |                             |                    |
| Têtes de série | Têtes de série           | Têtes de série | Non têtes de série | Non têtes de série          | Non têtes de série |
| 1              | FC Twente                | 9.860          | 6                  | FC Lugano                   | 9.000              |
| 2              | Molde FK †               | 19.000         | 7                  | Kisvárda FC †               | 8.000              |
| 3              | Rapid Vienne †           | 16.000         | 8                  | Neftchi Bakou †             | 7.000              |
| 4              | Hapoël Beer-Sheva †      | 14.000         | 9                  | Hamrun Spartans FC †        | 2.000              |
| 5              | Levski Sofia †           | 25.000         | 10                 | FK Čukarički †              | 6.675              |
| Groupe 6       |                          |                |                    |                             |                    |
| Têtes de série | Têtes de série           | Têtes de série | Non têtes de série | Non têtes de série          | Non têtes de série |
| 1              | Slavia Prague †          | 52.000         | 6                  | Sepsi Sfântu Gheorghe †     | 7.750              |
| 2              | Zorya Louhansk           | 18.000         | 7                  | Universitatea Craiova †     | 7.500              |
| 3              | Konyaspor †              | 17.500         | 8                  | FC Vaduz †                  | 6.500              |
| 4              | Djurgårdens IF †         | 15.000         | 9                  | CS Petrocub Hîncești †      | 6.000              |
| 5              | MOL Fehérvár FC †        | 11.500         | 10                 | Panathinaïkós               | 5.640              |

† : Équipes provenant du deuxième tour de qualification. Les équipes en italique ont éliminé une équipe avec un coefficient plus important au tour précédent et bénéficient de son coefficient UEFA au moment du tirage.
| Équipe                | Aller           | Total             | Retour          | Équipe                 |
| Voie principale       | Voie principale | Voie principale   | Voie principale | Voie principale        |
| --------------------- | --------------- | ----------------- | --------------- | ---------------------- |
| Spartak Trnava        | 0 - 2           | 0 - 3             | 0 - 1           | Raków Częstochowa      |
| AIK Solna             | 1 - 1           | 2 - 2 (3 - 2 tab) | 1 - 1 ap        | FK Shkëndija           |
| Viking FK             | 5 - 1           | 5 - 2             | 0 - 1           | Sligo Rovers           |
| Breiðablik Kópavogur  | 1 - 3           | 1 - 6             | 0 - 3           | İstanbul Başakşehir FK |
| KuPS                  | 0 - 2           | 0 - 5             | 0 - 3           | BSC Young Boys         |
| Paide Linnameeskond   | 0 - 2           | 0 - 5             | 0 - 3           | RSC Anderlecht         |
| Viborg FF             | 3 - 0           | 5 - 1             | 2 - 1           | B36 Tórshavn           |
| HNK Hajduk Split      | 3 - 1           | 3 - 2             | 0 - 1           | Vitória Guimarães      |
| Brøndby IF            | 1 - 0           | 2 - 2 (1 - 3 tab) | 1 - 2 ap        | FC Bâle                |
| Lillestrøm SK         | 1 - 3           | 1 - 5             | 0 - 2           | Royal Antwerp          |
| CSKA Sofia            | 0 - 1           | 2 - 1             | 2 - 0           | St. Patrick's Athletic |
| Dundee United         | 1 - 0           | 1 - 7             | 0 - 7           | AZ Alkmaar             |
| APOEL Nicosie         | 1 - 0           | 1 - 0             | 0 - 0           | Kyzyljar Petropavl     |
| DAC Dunajská Streda   | 0 - 1           | 0 - 2             | 0 - 1           | FCSB                   |
| Riga FC               | 1 - 1           | 1 - 5             | 0 - 4           | Gil Vicente            |
| Wolfsberger AC        | 0 - 0           | 4 - 0             | 4 - 0           | Gzira United           |
| Maccabi Tel-Aviv      | 2 - 0           | 3 - 2             | 1 - 2           | Aris Salonique         |
| Molde FK              | 3 - 0           | 4 - 2             | 1 - 2           | Kisvárda FC            |
| Neftchi Bakou         | 2 - 1           | 2 - 3             | 0 - 2 ap        | Rapid Vienne           |
| FC Lugano             | 0 - 2           | 1 - 5             | 1 - 3           | Hapoël Beer-Sheva      |
| Hamrun Spartans FC    | 0 - 1           | 2 - 2 (4 - 1 tab) | 2 - 1 ap        | Levski Sofia           |
| FK Čukarički          | 1 - 3           | 2 - 7             | 1 - 4           | FC Twente              |
| Zorya Louhansk        | 1 - 0           | 1 - 3             | 0 - 3           | Universitatea Craiova  |
| FC Vaduz              | 1 - 1           | 5 - 3             | 4 - 2           | Konyaspor              |
| Sepsi Sfântu Gheorghe | 1 - 3           | 2 - 6             | 1 - 3           | Djurgårdens IF         |
| MOL Fehérvár FC       | 5 - 0           | 7 - 1             | 2 - 1           | CS Petrocub Hîncești   |
| Slavia Prague         | 2 - 0           | 3 - 1             | 1 - 1           | Panathinaïkós          |
| Voie des champions    |                 |                   |                 |                        |
| Víkingur Reykjavik    | 1 - 0           | 2 - 4             | 1 - 4 ap        | Lech Poznań            |
| FK RFS                | 1 - 1           | 4 - 2             | 3 - 1           | Hibernians FC          |
| KF Ballkani           | 3 - 2           | 4 - 4 (4 - 3 tab) | 1 - 2 ap        | KÍ Klaksvík            |
| HŠK Zrinjski Mostar   | 1 - 0           | 2 - 1             | 1 - 1           | Tobol Kostanaï         |
| Chakhtior Salihorsk   | 0 - 0           | 0 - 1             | 0 - 1           | CFR Cluj               |

### Barrages
La voie des Champions voit s'affronter les cinq vainqueurs de la voie des Champions du troisième tour de qualification ainsi que les cinq perdants de la voie des Champions du troisième tour de qualification de la Ligue Europa. La voie principale voit l'entrée de 5 équipes provenant des associations classées entre la 1re et la 5e place au classement UEFA, auxquels s'ajoutent les 27 vainqueurs de la voie principale du troisième tour et les 2 perdants du troisième tour de qualification de la Ligue Europa. Les vainqueurs de ce tour se qualifient pour la phase de groupes de la Ligue Europa Conférence.
| Têtes de série (repêchés du 3e TQ de la Ligue Europa - voie des champions) | Têtes de série (repêchés du 3e TQ de la Ligue Europa - voie des champions) | Non têtes de série (qualifiés du 3e TQ de la Ligue Europa Conférence - voie des champions) | Non têtes de série (qualifiés du 3e TQ de la Ligue Europa Conférence - voie des champions) |
| -------------------------------------------------------------------------- | -------------------------------------------------------------------------- | ------------------------------------------------------------------------------------------ | ------------------------------------------------------------------------------------------ |
| Slovan Bratislava†                                                         | 41.000                                                                     | CFR Cluj†                                                                                  | 19.500                                                                                     |
| F91 Dudelange†                                                             | 23.500                                                                     | HŠK Zrinjski Mostar†                                                                       | 7.000                                                                                      |
| NK Maribor†                                                                | 14.000                                                                     | KF Ballkani†                                                                               | 6.250                                                                                      |
| KF Shkupi†                                                                 | 7.000                                                                      | Lech Poznań†                                                                               | 6.000                                                                                      |
| Linfield FC†                                                               | 7.000                                                                      | FK RFS†                                                                                    | 5.500                                                                                      |

| Groupe 1       | Groupe 1                 | Groupe 1       | Groupe 1           | Groupe 1             | Groupe 1           |
| Têtes de série | Têtes de série           | Têtes de série | Non têtes de série | Non têtes de série   | Non têtes de série |
| -------------- | ------------------------ | -------------- | ------------------ | -------------------- | ------------------ |
| 1              | FC Bâle †                | 55.000         | 5                  | Djurgårdens IF†      | 4.775              |
| 2              | İstanbul Başakşehir FK † | 25.000         | 6                  | FC Twente†           | 9.860              |
| 3              | APOEL Nicosie†           | 18.000         | 7                  | CSKA Sofia †         | 10.500             |
| 4              | ACF Fiorentina           | 15.380         | 8                  | Royal Antwerp†       | 14.500             |
| Groupe 2       |                          |                |                    |                      |                    |
| Têtes de série | Têtes de série           | Têtes de série | Non têtes de série | Non têtes de série   | Non têtes de série |
| 1              | Rapid Vienne†            | 16.000         | 5                  | OGC Nice             | 12.016             |
| 2              | FCSB†                    | 17.500         | 6                  | HNK Hajduk Split†    | 10.676             |
| 3              | Maccabi Tel-Aviv†        | 24.500         | 7                  | FC Vaduz†            | 6.500              |
| 4              | Villarreal CF            | 78.000         | 8                  | Viking FK †          | 5.450              |
| Groupe 3       |                          |                |                    |                      |                    |
| Têtes de série | Têtes de série           | Têtes de série | Non têtes de série | Non têtes de série   | Non têtes de série |
| 1              | Slavia Prague†           | 52.000         | 5                  | Hapoël Beer-Sheva†   | 14.000             |
| 2              | Partizan Belgrade†       | 24.500         | 6                  | MOL Fehérvár FC†     | 11.500             |
| 3              | Universitatea Craiova†   | 18.000         | 7                  | Raków Częstochowa†   | 8.500              |
| 4              | FC Cologne               | 15.042         | 8                  | Hamrun Spartans FC † | 3.900              |
| Groupe 4       |                          |                |                    |                      |                    |
| Têtes de série | Têtes de série           | Têtes de série | Non têtes de série | Non têtes de série   | Non têtes de série |
| 1              | BSC Young Boys †         | 37.000         | 6                  | RSC Anderlecht†      | 11.000             |
| 2              | AZ Alkmaar †             | 28.500         | 7                  | Wolfsberger AC†      | 11.000             |
| 3              | West Ham United          | 21.328         | 8                  | Gil Vicente †        | 10.676             |
| 4              | Molde FK†                | 19.000         | 9                  | AIK Solna†           | 9.000              |
| 5              | FC Slovácko†             | 14.500         | 10                 | Viborg FF†           | 5.435              |

† : Équipes provenant du troisième tour de qualification. Les équipes en italique ont éliminé une équipe avec un coefficient plus important au tour précédent et bénéficient de son coefficient UEFA au moment du tirage.
| Équipe                 | Aller           | Total             | Retour          | Équipe             |
| Voie principale        | Voie principale | Voie principale   | Voie principale | Voie principale    |
| ---------------------- | --------------- | ----------------- | --------------- | ------------------ |
| CSKA Sofia             | 1 - 0           | 1 - 2             | 0 - 2           | FC Bâle            |
| Djurgårdens IF         | 3 - 0           | 5 - 3             | 2 - 3           | APOEL Nicosie      |
| İstanbul Başakşehir FK | 1 - 1           | 4 - 2             | 3 - 1           | Royal Antwerp      |
| ACF Fiorentina         | 2 - 1           | 2 - 1             | 0 - 0           | FC Twente          |
| FC Vaduz               | 1 - 1           | 2 - 1             | 1 - 0           | Rapid Vienne       |
| Maccabi Tel-Aviv       | 1 - 0           | 1 - 2             | 0 - 2 ap        | OGC Nice           |
| FCSB                   | 1 - 2           | 4 - 3             | 3 - 1           | Viking FK          |
| Villarreal CF          | 4 - 2           | 6 - 2             | 2 - 0           | HNK Hajduk Split   |
| Raków Częstochowa      | 2 - 1           | 2 - 3             | 0 - 2 ap        | Slavia Prague      |
| Universitatea Craiova  | 1 - 1           | 2 - 2 (3 - 4 tab) | 1 - 1 ap        | Hapoël Beer-Sheva  |
| Partizan Belgrade      | 4 - 1           | 7 - 4             | 3 - 3           | Hamrun Spartans FC |
| FC Cologne             | 1 - 2           | 4 - 2             | 3 - 0           | MOL Fehérvár FC    |
| West Ham United        | 3 - 1           | 6 - 1             | 3 - 0           | Viborg FF          |
| BSC Young Boys         | 0 - 1           | 1 - 1 (1 - 3 tab) | 1 - 0 ap        | RSC Anderlecht     |
| FC Slovácko            | 3 - 0           | 4 - 0             | 1 - 0           | AIK Solna          |
| Molde FK               | 0 - 1           | 4 - 1             | 4 - 0           | Wolfsberger AC     |
| AZ Alkmaar             | 4 - 0           | 6 - 1             | 2 - 1           | Gil Vicente        |
| Voie des champions     |                 |                   |                 |                    |
| NK Maribor             | 0 - 0           | 0 - 1             | 0 - 1           | CFR Cluj           |
| FK RFS                 | 2 - 2           | 3 - 3 (4 - 2 tab) | 1 - 1 ap        | Linfield FC        |
| Lech Poznań            | 2 - 0           | 3 - 1             | 1 - 1           | F91 Dudelange      |
| KF Shkupi              | 1 - 2           | 1 - 3             | 0 - 1           | KF Ballkani        |
| HŠK Zrinjski Mostar    | 1 - 0           | 2 - 2 (5 - 6 tab) | 1 - 2 ap        | Slovan Bratislava  |

## Phase de groupes

### Format et tirage au sort
Le tirage au sort de la phase de groupes aura lieu le 26 août 2022 à Istanbul. Les trente-deux équipes participantes (22 vainqueurs des barrages et 10 équipes éliminées des barrages de la Ligue Europa) sont divisées en quatre chapeaux de huit équipes réparties en fonction de leur coefficient UEFA en 2022.
Celles-ci seront réparties en huit groupes de quatre équipes, avec comme restriction l'impossibilité pour deux équipes d'une même association de se rencontrer dans un groupe.
| Chapeau 1              | Chapeau 1 | Chapeau 2            | Chapeau 2 | Chapeau 3           | Chapeau 3 | Chapeau 4      | Chapeau 4 |
| ---------------------- | --------- | -------------------- | --------- | ------------------- | --------- | -------------- | --------- |
| Villarreal CF          | 78.000    | CFR Cluj Ch          | 19.500    | OGC Nice            | 12.016    | SK Dnipro-1    | 6.360     |
| FC Bâle                | 55.000    | Molde FK C           | 19.000    | RSC Anderlecht      | 11.500    | Lech Poznań Ch | 6.000     |
| Slavia Prague          | 52.000    | FCSB                 | 17.500    | Žalgiris Vilnius Ch | 8.000     | FC Slovácko C  | 5.560     |
| AZ Alkmaar             | 28.500    | ACF Fiorentina       | 15.380    | Austria Vienne      | 7.770     | Silkeborg IF   | 5.435     |
| KAA La Gantoise C      | 27.500    | FC Cologne           | 15.042    | Heart of Midlothian | 7.380     | Djurgårdens IF | 4.575     |
| İstanbul Başakşehir FK | 25.000    | Hapoël Beer-Sheva C  | 14.000    | Shamrock Rovers Ch  | 7.000     | FC Pyunik Ch   | 4.250     |
| Partizan Belgrade      | 24.500    | Apollon Limassol Ch  | 14.000    | Sivasspor C         | 6.500     | FK RFS Ch      | 4.000     |
| West Ham United        | 21.328    | Slovan Bratislava Ch | 13.000    | FC Vaduz C          | 6.500     | KF Ballkani Ch | 1.633     |

C : Vainqueur de la coupe nationale
 Ch : Champion national
- Qualifié pour les huitièmes de finale
- Qualifié pour les barrages de la phase à élimination directe

### Matchs et classements
Légende des classements
- Qualifié pour les huitièmes de finale
- Qualifié pour les barrages de la phase à élimination directe

Légende des résultats
- Victoire à domicile
- Match nul
- Victoire à l'extérieur

#### Critères de départage
Selon l'article 16.01 du règlement de la compétition, en cas d’égalité de points de plusieurs équipes à l'issue des matches de groupe, les critères suivants sont appliqués dans l'ordre indiqué pour établir leur classement :
1. plus grand nombre de points obtenus dans les matches de groupe disputés entre les équipes concernées ;
2. meilleure différence de buts dans les matches du groupe disputés entre les équipes concernées;
3. plus grand nombre de buts marqués dans les matches du groupe disputés entre les équipes concernées;
4. si, après l’application des critères 1 à 3, plusieurs équipes sont toujours à égalité, les critères 1 à 3 sont à nouveau appliqués exclusivement aux matches entre les équipes concernées afin de déterminer leur classement final. Si cette procédure ne donne pas de résultat, les critères 5 à 11 s’appliquent;
5. meilleure différence de buts dans tous les matches du groupe;
6. plus grand nombre de buts marqués dans tous les matches du groupe;
7. plus grand nombre de buts marqués à l’extérieur dans tous les matches du groupe;
8. plus grand nombre de victoires dans tous les matches du groupe;
9. plus grand nombre de victoires à l'extérieur dans tous les matches du groupe;
10. total le plus faible de points disciplinaires sur la base uniquement des cartons jaunes et des cartons rouges reçus durant tous les matches du groupe (carton rouge = 3 points, carton jaune = 1 point, expulsion pour deux cartons jaunes au cours d'un match = 3 points);
11. meilleur coefficient de club.

#### Groupe A
| Rang | Équipe                 | Pts | J | G | N | P | Bp | Bc | Diff |  | Résultats (▼ dom., ► ext.) |     |     |     |     |
| ---- | ---------------------- | --- | - | - | - | - | -- | -- | ---- |  | -------------------------- | --- | --- | --- | --- |
| 1    | İstanbul Başakşehir FK | 13  | 6 | 4 | 1 | 1 | 14 | 3  | +11  |  | İstanbul Başakşehir FK     |     | 3-0 | 3-1 | 3-0 |
| 2    | ACF Fiorentina         | 13  | 6 | 4 | 1 | 1 | 14 | 6  | +8   |  | ACF Fiorentina             | 2-1 |     | 5-1 | 1-1 |
| 3    | Heart of Midlothian    | 6   | 6 | 2 | 0 | 4 | 6  | 16 | -10  |  | Heart of Midlothian        | 0-4 | 0-3 |     | 2-1 |
| 4    | FK RFS                 | 2   | 6 | 0 | 2 | 4 | 2  | 11 | -9   |  | FK RFS                     | 0-0 | 0-3 | 0-2 |     |

#### Groupe B
| Rang | Équipe          | Pts | J | G | N | P | Bp | Bc | Diff |  | Résultats (▼ dom., ► ext.) |     |     |     |     |
| ---- | --------------- | --- | - | - | - | - | -- | -- | ---- |  | -------------------------- | --- | --- | --- | --- |
| 1    | West Ham United | 18  | 6 | 6 | 0 | 0 | 12 | 4  | +8   |  | West Ham United            |     | 2-1 | 1-0 | 3-1 |
| 2    | RSC Anderlecht  | 8   | 6 | 2 | 2 | 2 | 6  | 5  | +1   |  | RSC Anderlecht             | 0-1 |     | 1-0 | 2-2 |
| 3    | Silkeborg IF    | 6   | 6 | 2 | 0 | 4 | 12 | 7  | +5   |  | Silkeborg IF               | 2-3 | 0-2 |     | 5-0 |
| 4    | FCSB            | 2   | 6 | 0 | 2 | 4 | 3  | 18 | -15  |  | FCSB                       | 0-3 | 0-0 | 0-5 |     |

#### Groupe C
| Rang | Équipe            | Pts | J | G | N | P | Bp | Bc | Diff |  | Résultats (▼ dom., ► ext.) |     |     |     |     |
| ---- | ----------------- | --- | - | - | - | - | -- | -- | ---- |  | -------------------------- | --- | --- | --- | --- |
| 1    | Villarreal CF     | 13  | 6 | 4 | 1 | 1 | 14 | 9  | +5   |  | Villarreal CF              |     | 4-3 | 2-2 | 5-0 |
| 2    | Lech Poznań       | 9   | 6 | 2 | 3 | 1 | 12 | 7  | +5   |  | Lech Poznań                | 3-0 |     | 0-0 | 4-1 |
| 3    | Hapoël Beer-Sheva | 7   | 6 | 1 | 4 | 1 | 8  | 5  | +3   |  | Hapoël Beer-Sheva          | 1-2 | 1-1 |     | 4-0 |
| 4    | Austria Vienne    | 2   | 6 | 0 | 2 | 4 | 2  | 15 | -13  |  | Austria Vienne             | 0-1 | 1-1 | 0-0 |     |

#### Groupe D
| Rang | Équipe            | Pts | J | G | N | P | Bp | Bc | Diff |  | Résultats (▼ dom., ► ext.) |     |     |     |     |
| ---- | ----------------- | --- | - | - | - | - | -- | -- | ---- |  | -------------------------- | --- | --- | --- | --- |
| 1    | OGC Nice          | 9   | 6 | 2 | 3 | 1 | 8  | 7  | +1   |  | OGC Nice                   |     | 2-1 | 1-1 | 1-2 |
| 2    | Partizan Belgrade | 9   | 6 | 2 | 3 | 1 | 9  | 7  | +2   |  | Partizan Belgrade          | 1-1 |     | 2-0 | 1-1 |
| 3    | FC Cologne        | 8   | 6 | 2 | 2 | 2 | 8  | 8  | 0    |  | FC Cologne                 | 2-2 | 0-1 |     | 4-2 |
| 4    | FC Slovácko       | 5   | 6 | 1 | 2 | 3 | 8  | 11 | -3   |  | FC Slovácko                | 0-1 | 3-3 | 0-1 |     |

#### Groupe E
| Rang | Équipe           | Pts | J | G | N | P | Bp | Bc | Diff |  | Résultats (▼ dom., ► ext.) |     |     |     |     |
| ---- | ---------------- | --- | - | - | - | - | -- | -- | ---- |  | -------------------------- | --- | --- | --- | --- |
| 1    | AZ Alkmaar       | 15  | 6 | 5 | 0 | 1 | 12 | 6  | +6   |  | AZ Alkmaar                 |     | 2-1 | 3-2 | 4-1 |
| 2    | SK Dnipro-1      | 10  | 6 | 3 | 1 | 2 | 9  | 7  | +2   |  | SK Dnipro-1                | 0-1 |     | 1-0 | 2-2 |
| 3    | Apollon Limassol | 7   | 6 | 2 | 1 | 3 | 5  | 7  | -2   |  | Apollon Limassol           | 1-0 | 1-3 |     | 1-0 |
| 4    | FC Vaduz         | 2   | 6 | 0 | 2 | 4 | 5  | 11 | -6   |  | FC Vaduz                   | 1-2 | 1-2 | 0-0 |     |

#### Groupe F
| Rang | Équipe          | Pts | J | G | N | P | Bp | Bc | Diff |  | Résultats (▼ dom., ► ext.) |     |     |     |     |
| ---- | --------------- | --- | - | - | - | - | -- | -- | ---- |  | -------------------------- | --- | --- | --- | --- |
| 1    | Djurgårdens IF  | 16  | 6 | 5 | 1 | 0 | 12 | 6  | +6   |  | Djurgårdens IF             |     | 4-2 | 3-2 | 1-0 |
| 2    | KAA La Gantoise | 8   | 6 | 2 | 2 | 2 | 10 | 6  | +4   |  | KAA La Gantoise            | 0-1 |     | 4-0 | 3-0 |
| 3    | Molde FK        | 7   | 6 | 2 | 1 | 3 | 9  | 10 | -1   |  | Molde FK                   | 2-3 | 0-0 |     | 3-0 |
| 4    | Shamrock Rovers | 2   | 6 | 0 | 2 | 4 | 1  | 10 | -9   |  | Shamrock Rovers            | 0-0 | 1-1 | 0-2 |     |

#### Groupe G
| Rang | Équipe        | Pts | J | G | N | P | Bp | Bc | Diff |  | Résultats (▼ dom., ► ext.) |     |     |     |     |
| ---- | ------------- | --- | - | - | - | - | -- | -- | ---- |  | -------------------------- | --- | --- | --- | --- |
| 1    | Sivasspor     | 11  | 6 | 3 | 2 | 1 | 11 | 7  | +4   |  | Sivasspor                  |     | 3-0 | 1-1 | 3-4 |
| 2    | CFR Cluj      | 10  | 6 | 3 | 1 | 2 | 5  | 5  | 0    |  | CFR Cluj                   | 0-1 |     | 2-0 | 1-0 |
| 3    | Slavia Prague | 8   | 6 | 2 | 2 | 2 | 6  | 7  | -1   |  | Slavia Prague              | 1-1 | 0-1 |     | 3-2 |
| 4    | KF Ballkani   | 4   | 6 | 1 | 1 | 4 | 8  | 11 | -3   |  | KF Ballkani                | 1-2 | 1-1 | 0-1 |     |

#### Groupe H
| Rang | Équipe            | Pts | J | G | N | P | Bp | Bc | Diff |  | Résultats (▼ dom., ► ext.) |     |     |     |     |
| ---- | ----------------- | --- | - | - | - | - | -- | -- | ---- |  | -------------------------- | --- | --- | --- | --- |
| 1    | Slovan Bratislava | 11  | 6 | 3 | 2 | 1 | 9  | 7  | +2   |  | Slovan Bratislava          |     | 3-3 | 2-1 | 0-0 |
| 2    | FC Bâle           | 11  | 6 | 3 | 2 | 1 | 11 | 9  | +2   |  | FC Bâle                    | 0-2 |     | 3-1 | 2-2 |
| 3    | FC Pyunik         | 6   | 6 | 2 | 0 | 4 | 8  | 9  | -1   |  | FC Pyunik                  | 2-0 | 1-2 |     | 2-0 |
| 4    | Žalgiris Vilnius  | 5   | 6 | 1 | 2 | 3 | 5  | 8  | -3   |  | Žalgiris Vilnius           | 1-2 | 0-1 | 2-1 |     |

## Phase finale

### Barrages de la phase à élimination directe
Les deuxièmes de groupe de la Ligue Europa Conférence, rejoints par les huit équipes ayant terminé troisièmes de leur groupe en Ligue Europa, participent aux barrages pour la phase finale de la Ligue Europa Conférence.
Les huit vainqueurs de ces barrages retrouveront les huit vainqueurs de groupe de la Ligue Europa Conférence en huitièmes de finale.
Les clubs repêchés de la Ligue Europa jouent le match aller à domicile tandis que les clubs ayant fini 2e des groupes d''Europa Ligue Conférence jouent le match retour à domicile.
Deux équipes d'une même association nationale ne peuvent pas se rencontrer en barrage. Le tirage au sort a lieu le 7 novembre 2022 à Nyon.
| Groupe | 2e de groupe      | 3e de groupe de Ligue Europa |
| ------ | ----------------- | ---------------------------- |
| A      | ACF Fiorentina    | FK Bodø/Glimt                |
| B      | RSC Anderlecht    | AEK Larnaca                  |
| C      | Lech Poznań       | Ludogorets Razgrad           |
| D      | Partizan Belgrade | SC Braga                     |
| E      | SK Dnipro-1       | Sheriff Tiraspol             |
| F      | KAA La Gantoise   | Lazio Rome                   |
| G      | CFR Cluj          | Qarabağ FK                   |
| H      | FC Bâle           | Trabzonspor                  |

Les matchs aller se jouent le 16 février 2023 tandis que les matchs retour se déroulent le 23 février 2023.
| Équipe             | Aller | Total             | Retour   | Équipe            |
| ------------------ | ----- | ----------------- | -------- | ----------------- |
| Qarabağ FK         | 1 - 0 | 1 - 1 (3 - 5 tab) | 0 - 1 ap | KAA La Gantoise   |
| Trabzonspor        | 1 - 0 | 1 - 2             | 0 - 2    | FC Bâle           |
| Lazio Rome         | 1 - 0 | 1 - 0             | 0 - 0    | CFR Cluj          |
| FK Bodø/Glimt      | 0 - 0 | 0 - 1             | 0 - 1    | Lech Poznań       |
| SC Braga           | 0 - 4 | 2 - 7             | 2 - 3    | ACF Fiorentina    |
| AEK Larnaca        | 1 - 0 | 1 - 0             | 0 - 0    | SK Dnipro-1       |
| Sheriff Tiraspol   | 0 - 1 | 3 - 2             | 3 - 1    | Partizan Belgrade |
| Ludogorets Razgrad | 1 - 0 | 2 - 2 (0 - 3 tab) | 1 - 2 ap | RSC Anderlecht    |

### Huitièmes de finale
Les vainqueurs de groupe de la Ligue Europa Conférence sont rejoints par les huit équipes vainqueurs des barrages de la phase à élimination directe.
Deux équipes d'une même association nationale ne peuvent pas se rencontrer en huitièmes de finale. Cette restriction est levée ensuite à partir des quarts de finale. Le tirage au sort a lieu le 24 février 2023 à Nyon. Les huitièmes de finale se jouent le 9 mars pour les matchs aller et le 16 mars pour les matchs retour.
| Vainqueur de groupe          | Vainqueur de barrages |
| ---------------------------- | --------------------- |
| İstanbul Başakşehir (Grp. A) | KAA La Gantoise       |
| West Ham United (Grp. B)     | FC Bâle               |
| Villarreal CF (Grp. C)       | Lazio Rome            |
| OGC Nice (Grp. D)            | Lech Poznań           |
| AZ Alkmaar (Grp. E)          | ACF Fiorentina        |
| Djurgårdens IF (Grp. F)      | AEK Larnaca           |
| Sivasspor (Grp. G)           | Sheriff Tiraspol      |
| Slovan Bratislava (Grp. H)   | RSC Anderlecht        |

| Équipe           | Aller | Total             | Retour   | Équipe              |
| ---------------- | ----- | ----------------- | -------- | ------------------- |
| AEK Larnaca      | 0 - 2 | 0 - 6             | 0 - 4    | West Ham United     |
| ACF Fiorentina   | 1 - 0 | 5 - 1             | 4 - 1    | Sivasspor           |
| Lazio Rome       | 1 - 2 | 2 - 4             | 1 - 2    | AZ Alkmaar          |
| Lech Poznań      | 2 - 0 | 5 - 0             | 3 - 0    | Djurgårdens IF      |
| FC Bâle          | 2 - 2 | 4 - 4 (4 - 1 tab) | 2 - 2 ap | Slovan Bratislava   |
| Sheriff Tiraspol | 0 - 1 | 1 - 4             | 1 - 3    | OGC Nice            |
| RSC Anderlecht   | 1 - 1 | 2 - 1             | 1 - 0    | Villarreal CF       |
| KAA La Gantoise  | 1 - 1 | 5 - 2             | 4 - 1    | İstanbul Başakşehir |

### Quarts de finale
Le tirage au sort des quarts de finale, demi-finales et finale a lieu le 17 mars 2023 à Nyon. Les quarts de finale se jouent le 13 avril pour les matchs aller, et le 20 avril pour les matchs retour.
| Équipe          | Aller | Total             | Retour   | Équipe          |
| --------------- | ----- | ----------------- | -------- | --------------- |
| Lech Poznań     | 1 - 4 | 4 - 6             | 3 - 2    | ACF Fiorentina  |
| KAA La Gantoise | 1 - 1 | 2 - 5             | 1 - 4    | West Ham United |
| RSC Anderlecht  | 2 - 0 | 2 - 2 (1 - 4 tab) | 0 - 2 ap | AZ Alkmaar      |
| FC Bâle         | 2 - 2 | 4 - 3             | 2 - 1 ap | OGC Nice        |

### Demi-finales
Les matchs aller se déroulent le 11 mai, et les matchs retour le 18 mai.
| Équipe          | Aller | Total | Retour   | Équipe     |
| --------------- | ----- | ----- | -------- | ---------- |
| ACF Fiorentina  | 1 - 2 | 4 - 3 | 3 - 1 ap | FC Bâle    |
| West Ham United | 2 - 1 | 3 - 1 | 1 - 0    | AZ Alkmaar |

### Finale
La finale a lieu le mercredi 7 juin 2023 à l'Eden Aréna de Prague.
| Équipe         | Score | Équipe          |
| -------------- | ----- | --------------- |
| ACF Fiorentina | 1 - 2 | West Ham United |

### Tableau final
|  | Huitièmes de finale | Huitièmes de finale | Huitièmes de finale | Huitièmes de finale |                 |                 | Quarts de finale | Quarts de finale | Quarts de finale | Quarts de finale |  |  | Demi-finales | Demi-finales | Demi-finales | Demi-finales |  |  | Finale                           | Finale | Finale | Finale |
|  |                     |                     |                     |                     |                 |                 |                  |                  |                  |                  |  |  |              |              |              |              |  |  |                                  |        |        |        |
|  |                     |                     |                     |                     |                 |                 |                  |                  |                  |                  |  |  |              |              |              |              |  |  | 7 juin 2023 - Eden Aréna, Prague |        |        |        |
|  | Lech Poznań         | Lech Poznań         | 2                   | 3                   |                 |                 |                  |                  |                  |                  |  |  |              |              |              |              |  |  |                                  |        |        |        |
|  | Lech Poznań         | Lech Poznań         | 2                   | 3                   |                 |                 |                  |                  |                  |                  |  |  |              |              |              |              |  |  |                                  |        |        |        |
|  | Djurgårdens IF      | Djurgårdens IF      | 0                   | 0                   |                 |                 |                  |                  |                  |                  |  |  |              |              |              |              |  |  |                                  |        |        |        |
|  | Djurgårdens IF      | Djurgårdens IF      | 0                   | 0                   | Lech Poznań     | Lech Poznań     | 1                | 3                |                  |                  |  |  |              |              |              |              |  |  |                                  |        |        |        |
|  |                     |                     |                     |                     | Lech Poznań     | Lech Poznań     | 1                | 3                |                  |                  |  |  |              |              |              |              |  |  |                                  |        |        |        |
|  |                     |                     | ACF Fiorentina      | ACF Fiorentina      | 4               | 2               |                  |                  |                  |                  |  |  |              |              |              |              |  |  |                                  |        |        |        |
|  | ACF Fiorentina      | ACF Fiorentina      | ACF Fiorentina      | ACF Fiorentina      | 4               | 2               | 1                | 4                |                  |                  |  |  |              |              |              |              |  |  |                                  |        |        |        |
|  | ACF Fiorentina      | ACF Fiorentina      |                     |                     |                 |                 |                  | 4                |                  |                  |  |  |              |              |              |              |  |  |                                  |        |        |        |
|  | Sivasspor           | Sivasspor           | 0                   | 1                   |                 |                 |                  |                  |                  |                  |  |  |              |              |              |              |  |  |                                  |        |        |        |
|  | Sivasspor           | Sivasspor           | 0                   | 1                   | ACF Fiorentina  | ACF Fiorentina  | 1                | 3 ap             |                  |                  |  |  |              |              |              |              |  |  |                                  |        |        |        |
|  |                     |                     |                     |                     | ACF Fiorentina  | ACF Fiorentina  | 1                | 3 ap             |                  |                  |  |  |              |              |              |              |  |  |                                  |        |        |        |
|  |                     |                     | FC Bâle             | FC Bâle             | 2               | 1               |                  |                  |                  |                  |  |  |              |              |              |              |  |  |                                  |        |        |        |
|  | FC Bâle             | FC Bâle             | FC Bâle             | FC Bâle             | 2               | 1               | 2                | 2 (4)            |                  |                  |  |  |              |              |              |              |  |  |                                  |        |        |        |
|  | FC Bâle             | FC Bâle             |                     |                     |                 |                 |                  | 2 (4)            |                  |                  |  |  |              |              |              |              |  |  |                                  |        |        |        |
|  | Slovan Bratislava   | Slovan Bratislava   | 2                   | 2 (1)               |                 |                 |                  |                  |                  |                  |  |  |              |              |              |              |  |  |                                  |        |        |        |
|  | Slovan Bratislava   | Slovan Bratislava   | 2                   | 2 (1)               | FC Bâle         | FC Bâle         | 2                | 2 ap             |                  |                  |  |  |              |              |              |              |  |  |                                  |        |        |        |
|  |                     |                     |                     |                     | FC Bâle         | FC Bâle         | 2                | 2 ap             |                  |                  |  |  |              |              |              |              |  |  |                                  |        |        |        |
|  |                     |                     | OGC Nice            | OGC Nice            | 2               | 1               |                  |                  |                  |                  |  |  |              |              |              |              |  |  |                                  |        |        |        |
|  | Sheriff Tiraspol    | Sheriff Tiraspol    | OGC Nice            | OGC Nice            | 2               | 1               | 0                | 1                |                  |                  |  |  |              |              |              |              |  |  |                                  |        |        |        |
|  | Sheriff Tiraspol    | Sheriff Tiraspol    |                     |                     |                 |                 |                  | 1                |                  |                  |  |  |              |              |              |              |  |  |                                  |        |        |        |
|  | OGC Nice            | OGC Nice            | 1                   | 3                   |                 |                 |                  |                  |                  |                  |  |  |              |              |              |              |  |  |                                  |        |        |        |
|  | OGC Nice            | OGC Nice            | 1                   | 3                   | ACF Fiorentina  | ACF Fiorentina  | 1                | 1                |                  |                  |  |  |              |              |              |              |  |  |                                  |        |        |        |
|  |                     |                     |                     |                     | ACF Fiorentina  | ACF Fiorentina  | 1                | 1                |                  |                  |  |  |              |              |              |              |  |  |                                  |        |        |        |
|  |                     |                     | West Ham United     | West Ham United     | 2               | 2               |                  |                  |                  |                  |  |  |              |              |              |              |  |  |                                  |        |        |        |
|  | KAA La Gantoise     | KAA La Gantoise     | West Ham United     | West Ham United     | 2               | 2               | 1                | 4                |                  |                  |  |  |              |              |              |              |  |  |                                  |        |        |        |
|  | KAA La Gantoise     | KAA La Gantoise     |                     |                     |                 |                 |                  | 4                |                  |                  |  |  |              |              |              |              |  |  |                                  |        |        |        |
|  | İstanbul Başakşehir | İstanbul Başakşehir | 1                   | 1                   |                 |                 |                  |                  |                  |                  |  |  |              |              |              |              |  |  |                                  |        |        |        |
|  | İstanbul Başakşehir | İstanbul Başakşehir | 1                   | 1                   | KAA La Gantoise | KAA La Gantoise | 1                | 1                |                  |                  |  |  |              |              |              |              |  |  |                                  |        |        |        |
|  |                     |                     |                     |                     | KAA La Gantoise | KAA La Gantoise | 1                | 1                |                  |                  |  |  |              |              |              |              |  |  |                                  |        |        |        |
|  |                     |                     | West Ham United     | West Ham United     | 1               | 4               |                  |                  |                  |                  |  |  |              |              |              |              |  |  |                                  |        |        |        |
|  | AEK Larnaca         | AEK Larnaca         | West Ham United     | West Ham United     | 1               | 4               | 0                | 0                |                  |                  |  |  |              |              |              |              |  |  |                                  |        |        |        |
|  | AEK Larnaca         | AEK Larnaca         |                     |                     |                 |                 |                  | 0                |                  |                  |  |  |              |              |              |              |  |  |                                  |        |        |        |
|  | West Ham United     | West Ham United     | 2                   | 4                   |                 |                 |                  |                  |                  |                  |  |  |              |              |              |              |  |  |                                  |        |        |        |
|  | West Ham United     | West Ham United     | 2                   | 4                   | West Ham United | West Ham United | 2                | 1                |                  |                  |  |  |              |              |              |              |  |  |                                  |        |        |        |
|  |                     |                     |                     |                     | West Ham United | West Ham United | 2                | 1                |                  |                  |  |  |              |              |              |              |  |  |                                  |        |        |        |
|  |                     |                     | AZ Alkmaar          | AZ Alkmaar          | 1               | 0               |                  |                  |                  |                  |  |  |              |              |              |              |  |  |                                  |        |        |        |
|  | RSC Anderlecht      | RSC Anderlecht      | AZ Alkmaar          | AZ Alkmaar          | 1               | 0               | 1                | 1                |                  |                  |  |  |              |              |              |              |  |  |                                  |        |        |        |
|  | RSC Anderlecht      | RSC Anderlecht      |                     |                     |                 |                 |                  | 1                |                  |                  |  |  |              |              |              |              |  |  |                                  |        |        |        |
|  | Villarreal CF       | Villarreal CF       | 1                   | 0                   |                 |                 |                  |                  |                  |                  |  |  |              |              |              |              |  |  |                                  |        |        |        |
|  | Villarreal CF       | Villarreal CF       | 1                   | 0                   | RSC Anderlecht  | RSC Anderlecht  | 2                | 0 (1)            |                  |                  |  |  |              |              |              |              |  |  |                                  |        |        |        |
|  |                     |                     |                     |                     | RSC Anderlecht  | RSC Anderlecht  | 2                | 0 (1)            |                  |                  |  |  |              |              |              |              |  |  |                                  |        |        |        |
|  |                     |                     | AZ Alkmaar          | AZ Alkmaar          | 0               | 2 (4)           |                  |                  |                  |                  |  |  |              |              |              |              |  |  |                                  |        |        |        |
|  | Lazio Rome          | Lazio Rome          | AZ Alkmaar          | AZ Alkmaar          | 0               | 2 (4)           | 1                | 1                |                  |                  |  |  |              |              |              |              |  |  |                                  |        |        |        |
|  | Lazio Rome          | Lazio Rome          |                     |                     |                 |                 |                  | 1                |                  |                  |  |  |              |              |              |              |  |  |                                  |        |        |        |
|  | AZ Alkmaar          | AZ Alkmaar          | 2                   | 2                   |                 |                 |                  |                  |                  |                  |  |  |              |              |              |              |  |  |                                  |        |        |        |
|  | AZ Alkmaar          | AZ Alkmaar          | 2                   | 2                   |                 |                 |                  |                  |                  |                  |  |  |              |              |              |              |  |  |                                  |        |        |        |
|  |                     |                     |                     |                     |                 |                 |                  |                  |                  |                  |  |  |              |              |              |              |  |  |                                  |        |        |        |

## Statistiques, classements et prix

### Joueurs de la semaine
| Journée                    | Joueur            | Club                |
| -------------------------- | ----------------- | ------------------- |
| Journée 1                  | Álex Baena        | Villarreal CF       |
| Journée 2                  | Artem Dovbyk      | SK Dnipro-1         |
| Journée 3                  | José Luis Morales | Villarreal CF       |
| Journée 4                  | Stefano Okaka     | İstanbul Başakşehir |
| Journée 5                  | Mustapha Yatabaré | Sivasspor           |
| Journée 6                  | Pablo Fornals     | West Ham United     |
| Barrages aller             | Ángel García      | AEK Larnaca         |
| Barrages retour            | Bart Verbruggen   | RSC Anderlecht      |
| Huitièmes de finale aller  | Michail Antonio   | West Ham United     |
| Huitièmes de finale retour | Gift Orban        | KAA La Gantoise     |
| Quarts de finale aller     | Zeki Amdouni      | FC Bâle             |
| Quarts de finale retour    | Vangélis Pavlídis | AZ Alkmaar          |
| Demi-finales aller         | Saïd Benrahma     | West Ham United     |
| Demi-finales retour        | Nicolás González  | ACF Fiorentina      |
| Finale                     | Jarrod Bowen      | West Ham United     |

## Nombres d'équipes par pays et par tour
L'ordre des fédérations est établi suivant le classement UEFA des pays en 2022. Les clubs repêchés de la Ligue des champions et de la Ligue Europa apparaissent en italique.
| Association        |       | Barrages                    | +   | Phase de groupes          | +  | Barrages à élimination directe | Huitièmes de finale       | Quarts de finale          | Demi-finales | Finale       |
| ------------------ | ----- | --------------------------- | --- | ------------------------- | -- | ------------------------------ | ------------------------- | ------------------------- | ------------ | ------------ |
| Angleterre         |       | 1 West Ham                  |     | 1 West Ham                |    |                                | 1 West Ham                | 1 West Ham                | 1 West Ham   | 1 West Ham   |
| Espagne            |       | 1 Villarreal                |     | 1 Villarreal              |    |                                | 1 Villarreal              |                           |              |              |
| Italie             |       | 1 Fiorentina                |     | 1 Fiorentina              | +1 | 2 Fiorentina, Lazio            | 2 Fiorentina, Lazio       | 1 Fiorentina              | 1 Fiorentina | 1 Fiorentina |
| Allemagne          |       | 1 Cologne                   |     | 1 Cologne                 |    |                                |                           |                           |              |              |
| France             |       | 1 Nice                      |     | 1 Nice                    |    |                                | 1 Nice                    | 1 Nice                    |              |              |
| Portugal           |       | 1 Vicente                   |     |                           | +1 | 1 Braga                        |                           |                           |              |              |
| Pays-Bas           |       | 2 Alkmaar, Twente           |     | 1 Alkmaar                 |    |                                | 1 Alkmaar                 | 1 Alkmaar                 | 1 Alkmaar    |              |
| Belgique           |       | 2 Anderlecht, Antwerp       | +1  | 2 Anderlecht, La Gantoise |    | 2 Anderlecht, La Gantoise      | 2 Anderlecht, La Gantoise | 2 Anderlecht, La Gantoise |              |              |
| Autriche           |       | 2 Rapid Vienne, Wolfsberger | +1  | 1 Austria Vienne          |    |                                |                           |                           |              |              |
| Écosse             |       |                             | +1  | 1 Midlothian              |    |                                |                           |                           |              |              |
| Ukraine            |       |                             | +1  | 1 Dnipro                  |    | 1 Dnipro                       |                           |                           |              |              |
| Turquie            |       | 1 Başakşehir                | +1  | 2 Başakşehir, Sivasspor   | +1 | 1 Trabzonspor                  | 2 Başakşehir, Sivasspor   |                           |              |              |
| Danemark           |       | 1 Viborg                    | +1  | 1 Silkeborg IF            |    |                                |                           |                           |              |              |
| Chypre             |       | 1 Nicosie                   | +1  | 1 Limassol                | +1 | 1 Larnaca                      | 1 Larnaca                 |                           |              |              |
| Serbie             |       | 1 Belgrade                  |     | 1 Belgrade                |    | 1 Belgrade                     |                           |                           |              |              |
| Tchéquie           |       | 2 Prague, Slovácko          |     | 2 Prague, Slovácko        |    |                                |                           |                           |              |              |
| Croatie            |       | 1 Hajduk                    |     |                           |    |                                |                           |                           |              |              |
| Suisse             |       | 2 Bâle, Young Boys          |     | 1 Bâle                    |    | 1 Bâle                         | 1 Bâle                    | 1 Bâle                    | 1 Bâle       |              |
| Israël             |       | 2 Beer-Sheva, Tel-Aviv      |     | 1 Beer-Sheva              |    |                                |                           |                           |              |              |
| Norvège            |       | 2 Molde, Viking             |     | 1 Molde                   | +1 | 1 Bodø/Glimt                   |                           |                           |              |              |
| Suède              |       | 2 Djurgårdens, Solna        |     | 1 Djurgårdens             |    |                                | 1 Djurgårdens             |                           |              |              |
| Bulgarie           |       | 1 Sofia                     |     |                           | +1 | 1 Ludogorets                   |                           |                           |              |              |
| Roumanie           |       | 3 Bucarest, Cluj, Craiova   |     | 2 Bucarest, Cluj          |    | 1 Cluj                         |                           |                           |              |              |
| Azerbaïdjan        |       |                             |     |                           | +1 | 1 Qarabağ                      |                           |                           |              |              |
| Hongrie            |       | 1 Fehérvár                  |     |                           |    |                                |                           |                           |              |              |
| Pologne            |       | 2 Częstochowa, Poznań       |     | 1 Poznań                  |    | 1 Poznań                       | 1 Poznań                  | 1 Poznań                  |              |              |
| Slovénie           |       | 1 Maribor                   |     |                           |    |                                |                           |                           |              |              |
| Slovaquie          |       | 1 Bratislava                |     | 1 Bratislava              |    |                                | 1 Bratislava              |                           |              |              |
| Liechtenstein      |       | 1 Vaduz                     |     | 1 Vaduz                   |    |                                |                           |                           |              |              |
| Lituanie           |       |                             | +1  | 1 Vilnius                 |    |                                |                           |                           |              |              |
| Luxembourg         |       | 1 Dudelange                 |     |                           |    |                                |                           |                           |              |              |
| Bosnie-Herzégovine |       | 1 Mostar                    |     |                           |    |                                |                           |                           |              |              |
| Irlande            |       |                             | +1  | 1 Shamrock                |    |                                |                           |                           |              |              |
| Macédoine du Nord  |       | 1 Shkupi                    |     |                           |    |                                |                           |                           |              |              |
| Arménie            |       |                             | +1  | 1 Pyunik                  |    |                                |                           |                           |              |              |
| Moldavie           |       |                             |     |                           | +1 | 1 Tiraspol                     | 1 Tiraspol                |                           |              |              |
| Lettonie           |       | 1 RFS                       |     | 1 RFS                     |    |                                |                           |                           |              |              |
| Irlande du Nord    |       | 1 Linfield                  |     |                           |    |                                |                           |                           |              |              |
| Malte              |       | 1 Hamrun                    |     |                           |    |                                |                           |                           |              |              |
| Kosovo             |       | 1 Ballkani                  |     | 1 Ballkani                |    |                                |                           |                           |              |              |
| Total              | Total | 44                          | +10 | 32                        | +8 | 16                             | 16                        | 8                         | 4            | 2            |